# 小笠原諸島の自然
小笠原諸島の自然（おがさわらしょとうのしぜん）では、東京都小笠原村に属する小笠原諸島の自然の特徴について説明する。小笠原諸島を構成する島々はこれまで一度も大陸や大きな島と陸続きになったことがない海洋島で、亜熱帯の気候の中で独自の生態系が育まれてきた。現在、小笠原諸島内の多くの地域は小笠原国立公園に指定され、またこれまで人間から受けた影響が極めて少ないため、原生の自然が保たれている南硫黄島に関しては南硫黄島原生自然環境保全地域に指定されている。その独自の生態系が高く評価された結果、小笠原諸島は2011年に世界遺産の自然遺産に登録された。日本政府が作成した「世界遺産一覧表記載推薦書 小笠原諸島」によれば、自然環境の改変が著しい硫黄島と沖ノ鳥島、そして唯一太平洋プレート上にある隆起珊瑚礁であり、他の島々と大きく成り立ちが異なる南鳥島については世界遺産登録地域からは除外されている。当記事内では硫黄島、南鳥島、沖ノ鳥島についても適宜説明を行う。
- 文中の年代は、多くの資料が西暦のみであることと和暦への換算が不明確である部分もあったため、西暦のみで統一した。

## 小笠原諸島の概要

小笠原諸島の位置

小笠原諸島は父島、母島などで30あまりの島々で構成される小笠原群島。硫黄島などが所属する火山列島。そして小笠原群島、火山列島に所属しない島から構成されている。そして小笠原群島は北から聟島列島、父島列島、母島列島に分けられている。
- 小笠原群島
  - 聟島列島 - 聟島、嫁島、媒島、北ノ島 他
  - 父島列島 - 父島、兄島、弟島 他
  - 母島列島 - 母島、姉島、妹島 他
- 火山列島（硫黄列島） - 北硫黄島、硫黄島、南硫黄島
- その他の島々 -西之島、南鳥島、沖ノ鳥島

小笠原諸島の総面積は約105平方キロメートルで、伊豆大島よりやや大きい程度である。これは例えば小笠原諸島と同じく貴重な生態系を持つと評価される沖縄諸島の約20分の1の大きさに過ぎない。また小笠原諸島の特徴としては、他の陸地から大きく離れていることが挙げられる。例えば伊豆半島、マリアナ諸島北端のパハロス島から父島まではともに約800キロ離れており、伊豆諸島の八丈島からも600キロ以上離れている。ほぼ同緯度の沖縄本島は西に約1300キロ離れており、東側に至っては北西ハワイ諸島まで島らしい島は見られない。この地理的隔絶が大きいことは、生物が小笠原諸島に到達することに大きな制約となった。また島の大きさが小さいことは島内で生存することができる生物に大きな制限が加わることとなり、小笠原諸島の大きさと位置は独自の生物相の形成に大きく寄与することになった。
また地質学的には小笠原諸島を構成する小笠原群島、火山列島、その他の島々は出来た経緯に違いがあり、海洋性島弧の形成と進化の経緯、そして大陸地殻の生成を観察することができる地学的に貴重な場所である。またいずれの島々もガラパゴス諸島、ハワイ諸島などと同じく、これまで大陸と一度も地続きになったことがない大洋島であり、大洋によって隔絶された環境の中で特異な生態系を育んできた。
地質学的、生物学的に貴重な小笠原諸島は、硫黄島、南硫黄島、南鳥島、沖ノ鳥島以外は小笠原国立公園に指定されていて、南硫黄島に関しては島全体が原生自然環境保全地域の指定を受けている。また小笠原国立公園と南硫黄島原生自然環境保全地域は、世界遺産の自然遺産に登録されている。

## 小笠原諸島の形成史と地質学的特徴

### 小笠原群島の形成

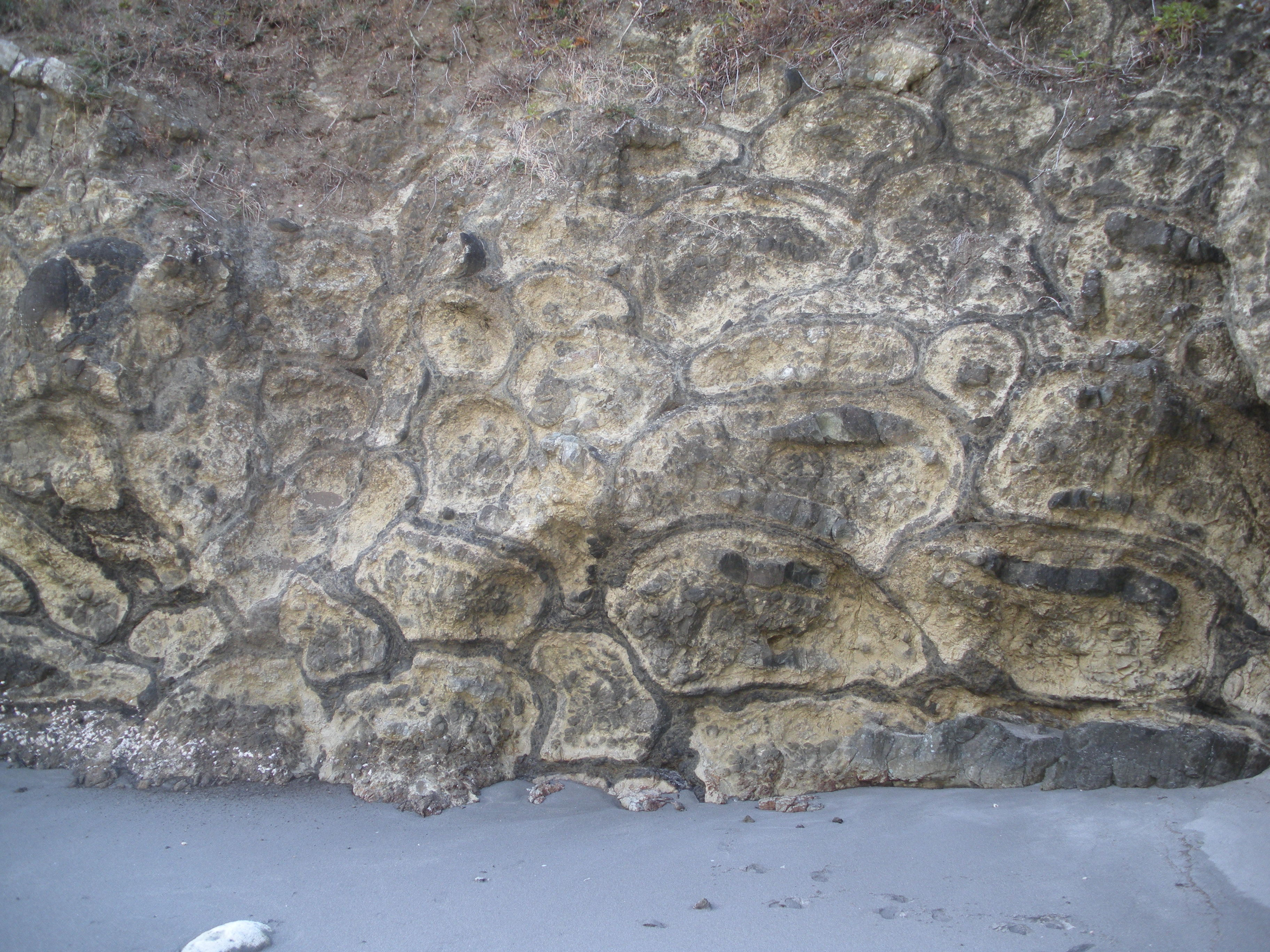
無人岩の枕状溶岩の露頭。父島の小港海岸で撮影

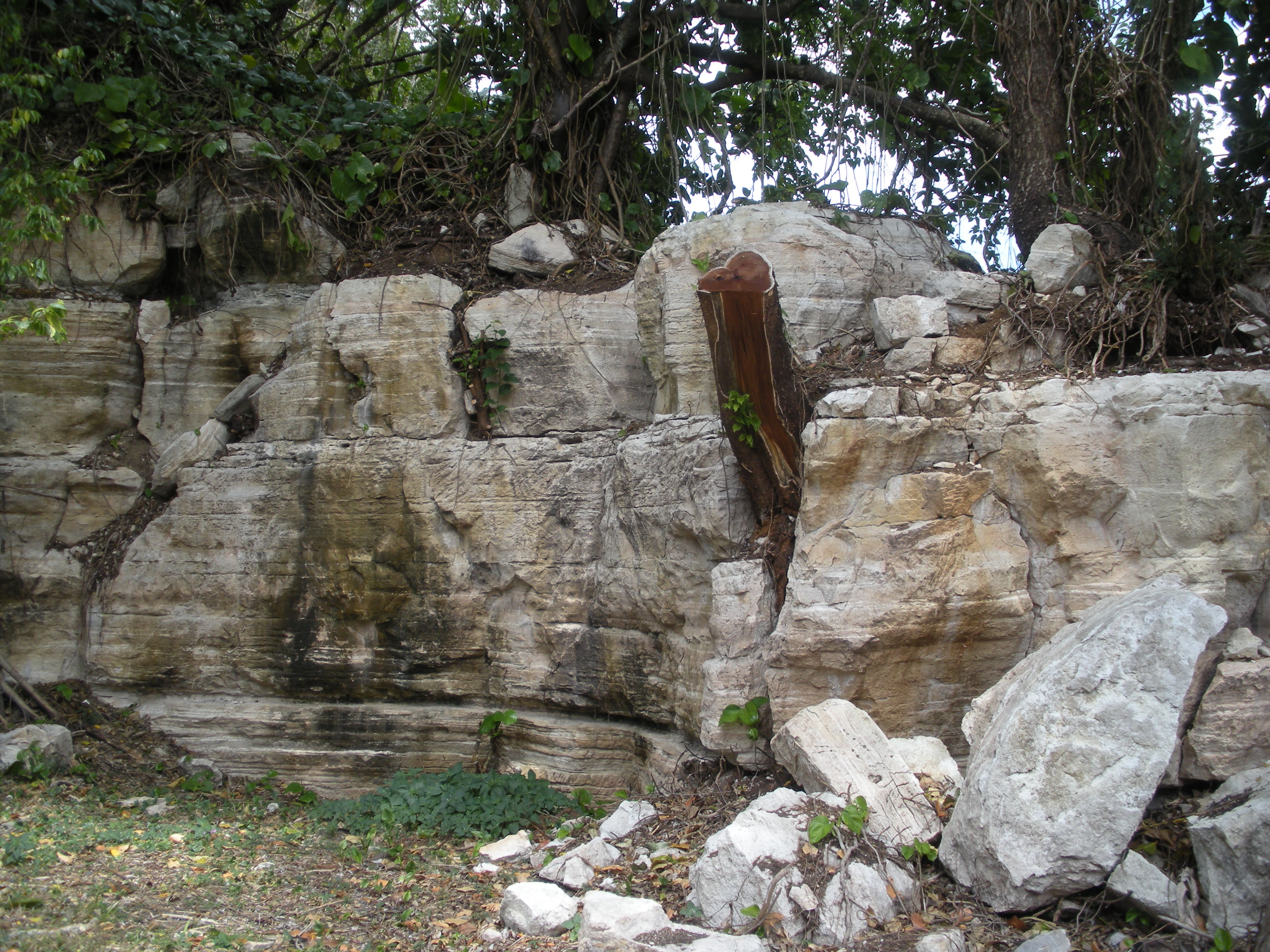
加工しやすい「ロース石」を産する石灰質砂岩の露頭。母島、沖村集落

今から約5000万年前、太平洋プレートがフィリピン海プレートの東縁に沈み込みを開始したことにより、フィリピン海プレートは東側に引っ張られる形となって拡大を開始した。その結果、高温のマントル物質が地表の比較的近くにまで上昇した。高温のマントル物質の上昇は父島列島、聟島列島、母島列島の小笠原群島が生み出されるきっかけとなった。
約4800万年前になると、沈み込んだ太平洋プレートによってマントルの浅い部分に水が提供されたことにより高温のマントル物質の融点が下がり、その結果マグネシウム分に富むマグマが生成された。生成されたマグマは無人岩（ボニナイト）と呼ばれる独特の成分のもので、まず現在の父島列島から聟島列島にかけての深海に、枕状溶岩などを比較的穏やかに噴出する海底火山が形成された。無人岩は現在父島列島と聟島列島に見られるが、プレートの沈み込み開始直後など限られた時期に生成されると考えられる無人岩はかなりまれな存在であり、現在地上で観察される小笠原群島の無人岩は全世界的に見ても最大のものと考えられる。そして火山活動の継続によって成長した海底火山は、浅海でストロンボリ式噴火を繰り返し、更に成長を続けた。南部の千尋岩では、高さ300mの断崖に父島火山の初期から最終期までの火成岩を見ることができる。
約4400万年前になると太平洋プレートの沈み込みが深くなったことによりマグマの組成が変化し、通常の島弧で見られるソレアイト質となった。この時期には現在の母島列島で溶岩流出や爆発的な火砕流の噴出を繰り返す火山活動が継続し、母島列島が形成された。そして4000万年前には火山フロントが後退することによって小笠原群島の火山活動は終息した。この頃には小笠原諸島は通常のプレート沈み込み帯となったと考えられる。火山活動が終息した小笠原群島では珊瑚礁が発達し、母島の石門、父島南西にある南島のような石灰岩地帯が形成された。
形成開始当初の小笠原群島は、現在のニューギニア付近の赤道直下にあったと推定されている。その後フィリピン海プレートに乗って少しずつ北西方向へと移動をしていった。約4000万年前に通常のプレート沈み込み帯となった小笠原諸島であったが、約3000万年前になると伊豆・小笠原・マリアナ島弧の分裂が始まった。そして約1500万年前には四国-パレスベラ海盆の形成により、沖ノ鳥島などが属する四国-パラオ海嶺が伊豆・小笠原・マリアナ島弧から分離した。この地殻変動によって小笠原群島は約3000万年前からは北西から北東方向へと移動方向が変わり、現在の位置に到達することになった。
このような複雑な成り立ちをしている小笠原群島は、その形成過程で海面下に没していた時期もあるのではと考えられている。小笠原群島がいつ頃から島であり続けているのかについてはまだはっきりと判明していないが、現在小笠原群島に生育する固有種の分子時計の解析から、種として分化して200-300万年が経過しているものが見られるため、少なくとも200-300万年前からは島として存続しているものと考えられている。後述する小笠原群島特有の乾性低木林の特性などから、かつては面積、標高とも大きかった島が侵食などによって小さくなり、現在の小笠原群島となったという仮説が提唱されている。

### 火山列島の形成
第四紀に入ると、小笠原諸島の西側に伊豆諸島からマリアナ諸島に至る、現在の火山フロントが形成される。その中で火山列島を構成する3つの火山島と西之島が誕生した。ともに数万年から数十万年前の中期-後期更新世以降に誕生したものと考えられており、数千万年の歴史を持つ父島列島、聟島列島、母島列島と比べると若い島である。西之島は1973年から1974年にかけての火山活動によって西之島新島が誕生し、南硫黄島や北硫黄島付近ではしばしば火山活動が観測され、硫黄島では激しい隆起活動が継続しており、火山列島と西之島は現在も火山活動が活発な地域である。
伊豆-小笠原弧に属する火山列島では現在、活発な火山活動が継続しているが、地下でも大陸を構成する中部地殻の形成が進んでいる。つまり小笠原諸島全体を見れば、海洋性島弧の形成当初の岩石を観察できる父島群島、聟島群島から、形成途中である母島群島、そして現在海洋性島弧から大陸地殻が形成されつつある火山列島と、海洋性島弧の形成から進化、そして大陸地殻の形成について観察することができる貴重な場所である。

## 小笠原諸島の気候と生態系
小笠原諸島のほとんどは温帯と熱帯が移行する地域に当たる亜熱帯にある。一般的に亜熱帯は、常に亜熱帯高圧帯と亜熱帯高圧帯などによって形成される熱帯気団の影響下にある地域を指すが、小笠原では冬季は北のシベリア気団の影響を受けることから、同様の条件下にある沖縄諸島とともに亜熱帯の中では北部に位置するとされる。
小笠原諸島は亜熱帯高気圧である北太平洋高気圧の西北部に位置する、小笠原高気圧の中心に近い位置にあるため、沖縄諸島と比べると降水量が比較的少なく乾燥した気候となっている。特に夏季の降水量が少ないのが特徴であり、夏季は降水量よりも蒸散量が大きく上回っている。また冬季の降水量も少なく乾燥期と湿潤期が明瞭となっている。比較的小規模な小笠原諸島では大きな川や湖等が存在せず、降った雨水を保水する能力が低いこともあって、乾燥する時期の存在は乾性低木林の発達など小笠原の自然形成に大きな影響を与えている。そして通年降水量が多い梅雨時や秋の降水量が不足すると厳しい旱魃に見舞われることもあり、時々襲う大型の台風とともに小笠原の生態系形成に影響を与えている。

## 雲霧帯の形成
亜熱帯や熱帯にある多くの島では島の斜面に沿って上昇気流が発生し、高度の高い場所ではほぼ常時雲や霧に包まれる。その結果、亜熱帯や熱帯にある島の標高の高い場所はほぼ常に雲や霧に覆われた雲霧帯となる。小笠原諸島の場合、島の標高が比較的低いため雲霧帯の形成は一部に限られており、小笠原群島では父島中央部の一部、母島の中央山地に見られ、小笠原群島よりも標高が高い火山列島の北硫黄島と南硫黄島の高所にははっきりとした雲霧帯が存在する。湿度が高い雲霧帯ではシダ植物や着生植物などが豊富に生育し、小笠原諸島の中では狭い地域ではあるが独特の生態系が形成されている。このように小笠原諸島内の気象条件の差によって、より複雑な生態系が生み出されることになった。

## 小笠原諸島の生物相の特徴

オセアニア区の地図。北西端のOC0109が小笠原諸島である

生物地理区の区分上において、小笠原諸島は日本で唯一オセアニア区に属している。小笠原諸島の生物相の特徴としては、特に歴史が長い小笠原群島では独自の進化を遂げた固有種が数多く分布していることが挙げられる。また植物相では裸子植物がシマムロの一種のみ、動物相では哺乳類がオガサワラオオコウモリ一種のみ、爬虫類はオガサワラトカゲとミナミトリシマヤモリの二種のみ、そして両生類は全く見られないなど、通常の生物相のあり方から見て不調和な点が多く見られる。これらは通常の生物相に比して著しく多様性が乏しい群であるが、他方でカタツムリの仲間である陸産貝類や昆虫類のクロトラカミキリ属やオガサワラヒメカタゾウムシ属のように、著しい適応放散を起こし多くの種が分化している例も見られる。

### 大洋島としての特徴
小笠原諸島における生物相の特徴の多くは、これまで大陸などと地続きになったことがない大洋島の生物相の特徴と一致する（島嶼生物学を参照）。大洋島では海を渡って到達できる種に制限があり、小笠原諸島では生育に淡水が欠かすことが出来ない両生類や、種子が海を渡ることが困難なシイやカシ類が存在しない。そして到達して子孫を増やすことが出来る種は偶然性によっても左右されるため、哺乳類や裸子植物は一種のみ、爬虫類も2種のみといったように通常の生物相ではおなじみの種が見られないという不調和が存在する。このために一面では生物相が貧弱であるとの評価も成り立つが、小笠原に到着して環境に適応した種は、著しい適応放散により多くの種が分化した。
そして多くの森林で主要種となっているブナ科やマツ科の植物が見られないため、どちらかと言うと通常の生態系では脇役であるトベラ属、クスノキ属、イヌビワ属などが勢力を広げ、またオオカミやトラなどといった肉食動物やウシやウサギなどといった草食動物も見られないため、捕食者に欠ける生態系となって毒草や棘を持つ植物が少ないなど防御能力の低下をもたらした。その結果として外来種の侵入に脆弱な種が多くなった。

## 植物相

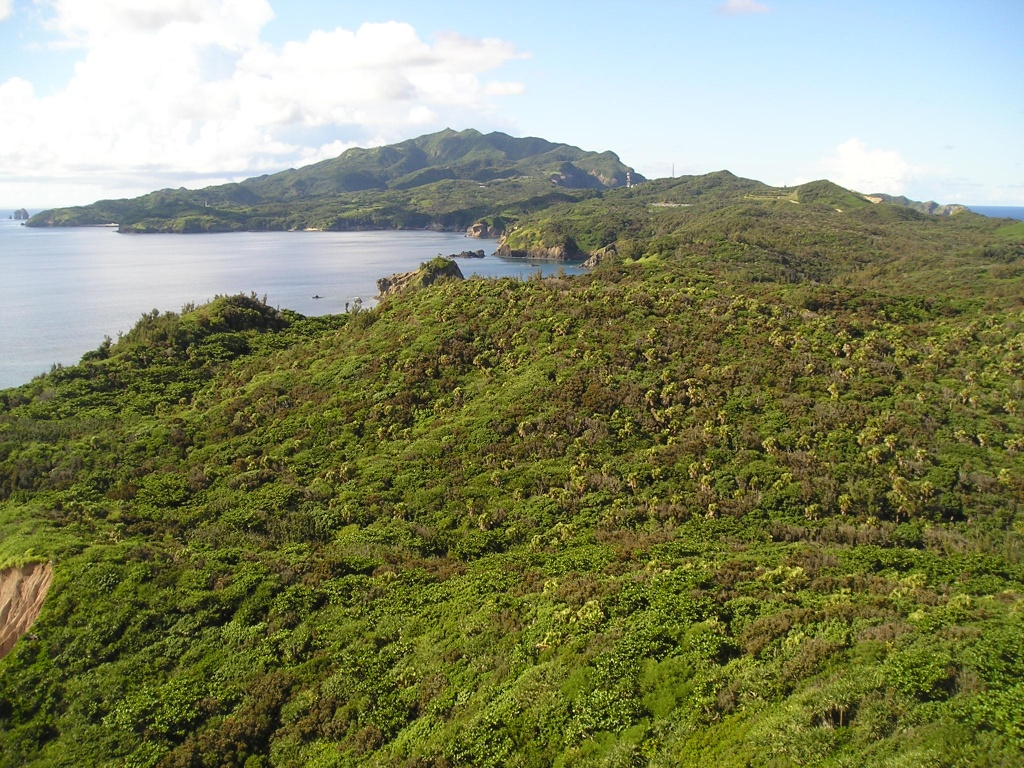
母島、南崎からの光景

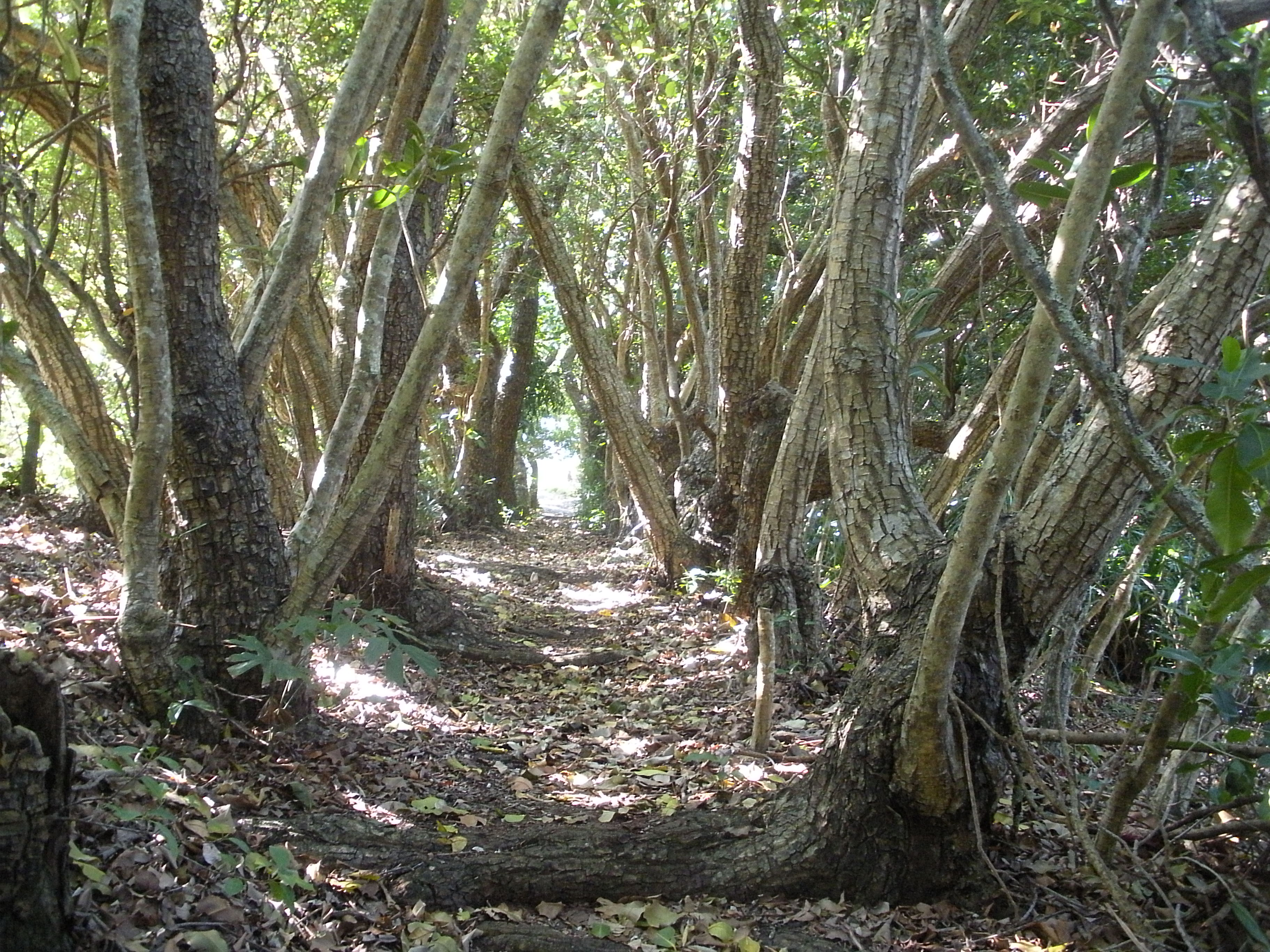
タマナ（テリハボク）の並木。母島、御幸之浜

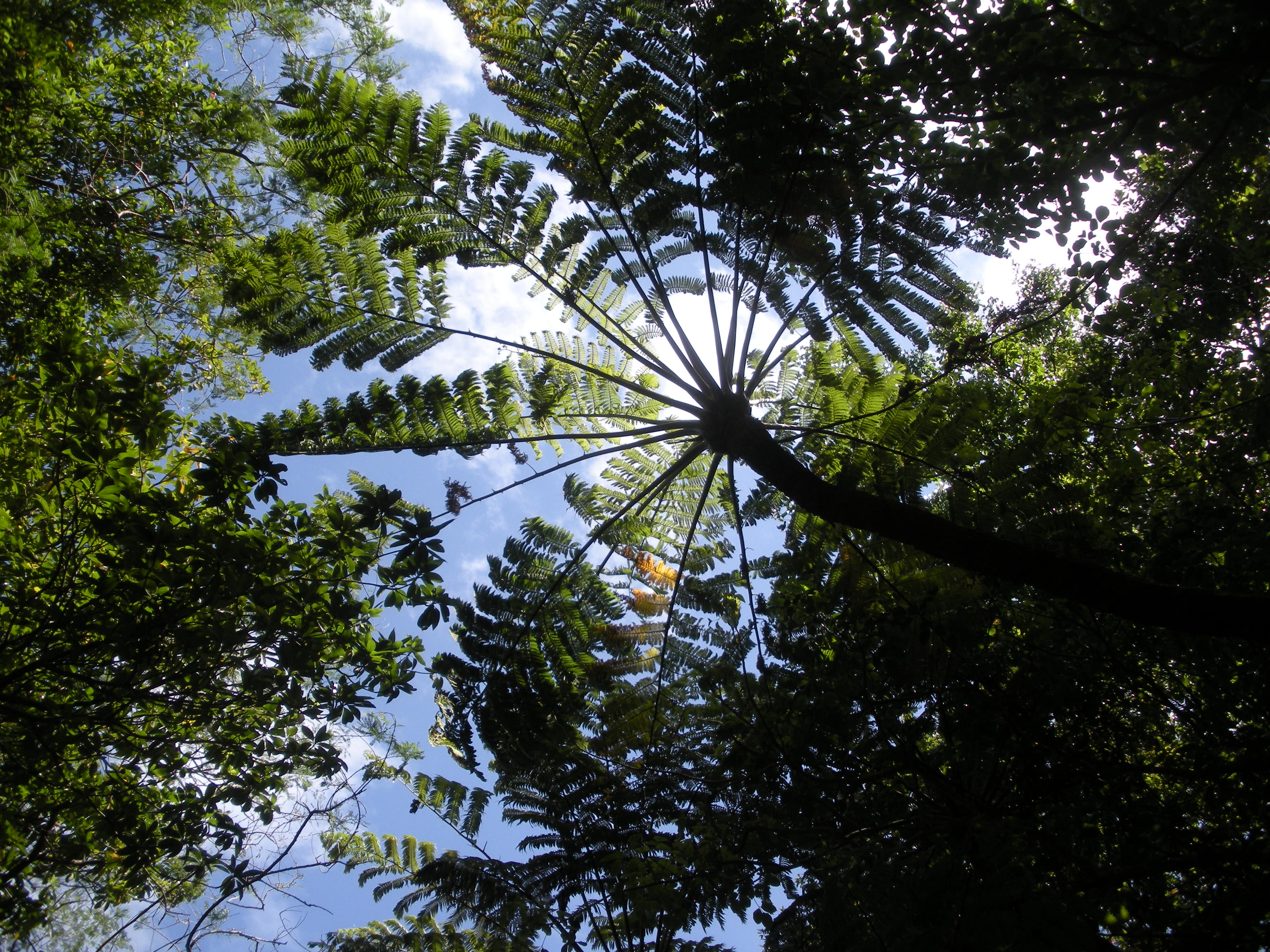
木性シダ植物の一種・マルハチ。

小笠原諸島の植物相でまず特徴として挙げられるのは、例えば裸子植物がシマムロ一種のみであることや、ブナ科のシイやカシなどが全く見られないというように、種構成が一般的な生態系には存在する種が見られないという点が挙げられる。これは他の陸地から大きく隔絶された小笠原諸島まで多くの種が風散布型の種子を持つ裸子植物や、シイやカシ類のドングリの実がたどり着くことが極めて困難であることに起因していると考えられている。なお小笠原諸島唯一の裸子植物であるシマムロは液果を持ち、液果を食した鳥によって祖先が小笠原諸島までたどり着いたものと考えられている。また緯度的、気候的には発達していてもおかしくないマングローブが見られない。これもやはりマングローブで生育する植物が広い海洋を渡って分布を広げることが困難であることが原因と考えられる。
小笠原に到達した植物の多くは東南アジアや沖縄方面にその起源があると考えられている。代表的な種としてはムニンヒメツバキ、テリハハマボウなどの小笠原固有種が挙げられるが、アカテツ、モクタチバナなど固有種となっていない種も見られる。しかし沖縄の森林で主要な構成種となっているシイ類やカシ類、そしてマツ等は自然分布としては小笠原に到着することはなかった。小笠原南方のオセアニア方面由来の植物の数はあまり多くはないが、最も近接する種がフィジーなどマルケサス諸島にあることが判明したムニンフトモモを始め、ビャクダン属の北限種とされるムニンビャクダン、巨大化するキキョウ科植物として知られるオオハマギキョウ、などといった注目すべき植物が見られる。オセアニア由来の小笠原諸島の植物は、古い時代に分化したものと考えられる。日本本土からやってきたと考えられる植物はオセアニア由来のものよりも更に数が少なく、ナガバキブシ、チチジマキイチゴが挙げられる。これらの事実から小笠原にはまずオセアニア方面から熱帯性の植物がやってきて、その後に東南アジアや沖縄から渡ってきた亜熱帯性の植物が繁栄するようになり、現在に至っているとの説が唱えられている。
小笠原の生態系を構成する植物には一般的な生態系から見て偏りが見られるが、ひとたび小笠原諸島にたどり着いて環境に適応した植物は、適応放散によって多くの種が分化することになった。例としては小笠原諸島の固有属としてはミカン科のシロテツ属、キク科のワダンノキ属、シダ類のリュウビンタイ科リュウビンタイモドキ属があり、シロテツ属、トベラ科トベラ属などでは3種以上の種が小笠原諸島内に分布している。このような適応放散の結果、小笠原諸島内には多くの貴重な固有種が分布することになった。
小笠原諸島の植物には他にも顕著な特徴が見出せる。まず雌雄異株である植物の割合が高いことが挙げられる。これは島という隔絶された環境下では、種は狭い地域に少数の個体が分布することになるため、遺伝子の多様性を保つためには雌雄異株のほうが有利であるためと考えられている。例としてはムニンアオガンピは雌雄異株であるが、南西諸島に分布する近接種であるアオガンピは両性花をつける。また小笠原のムラサキシキブ属には両性花をつける個体と雄花のみの個体が見られるが、両性花の花粉は受精機能を持たず事実上の雌花となっていることが確認されており、これは雌雄異株となっていく過程にあるものと考えられている。
またガラパゴス諸島やハワイ諸島などの大洋島では、草本類が巨大化ないしは木本化する例が知られているが、小笠原諸島でも、母島の標高が高い雲霧林的な環境にのみ分布するキク科の固有属であるワダンノキは、樹高が5メートルに達するれっきとした樹木であり、また日本本土にも分布するキキョウ科ミゾカクシ属のオオハマギキョウは、樹木にはならないものの大きいものになると3メートルにもなり、日本本土の一年生草本のミゾカクシ属とは大きな違いが見られる。
いったん海を渡って小笠原諸島に到着した植物の中には、長い距離を渡ってやって来たのにもかかわらず、種子の移動手段が失われた例が見られる。例えばテリハハマボウは沖縄などに分布するオオハマボウから分化した種と考えられている。オオハマボウの種子は海水に浮き、海流に乗って小笠原まで分布を広げたものと見られているが、テリハハマボウは海水に入れても種子は沈んでしまい、海を隔てて分布を広げる能力が失われてしまっている。そのため現在父島と母島のテリハハマボウには遺伝子レベルで差異が現れ始めていることが明らかになっており、その反面、父島や母島の海岸部には沖縄や奄美諸島と遺伝子的に近いオオハマボウが生育しており、小笠原諸島のオオハマボウは遠い沖縄や奄美との関係性が保たれていると見られている。
その他小笠原諸島内で見られるイヌビワ属のオオヤマイチジク、トキワイヌビワ、オオトキワイヌビワの3種の固有種があるが、それぞれの種は特定のイチジクコバチのみが受粉を担っている事実が判明しているなど、植物と昆虫の共進化の様相を見ることが出来る点。そしてヤギやヒツジ、シカなどという草食動物が存在しなかったため、棘を持っていたり有毒であるなど、食べられないよう防御する機構を持つ植物が極めて少ないという特徴も挙げられる。

### 湿性高木林と雲霧帯

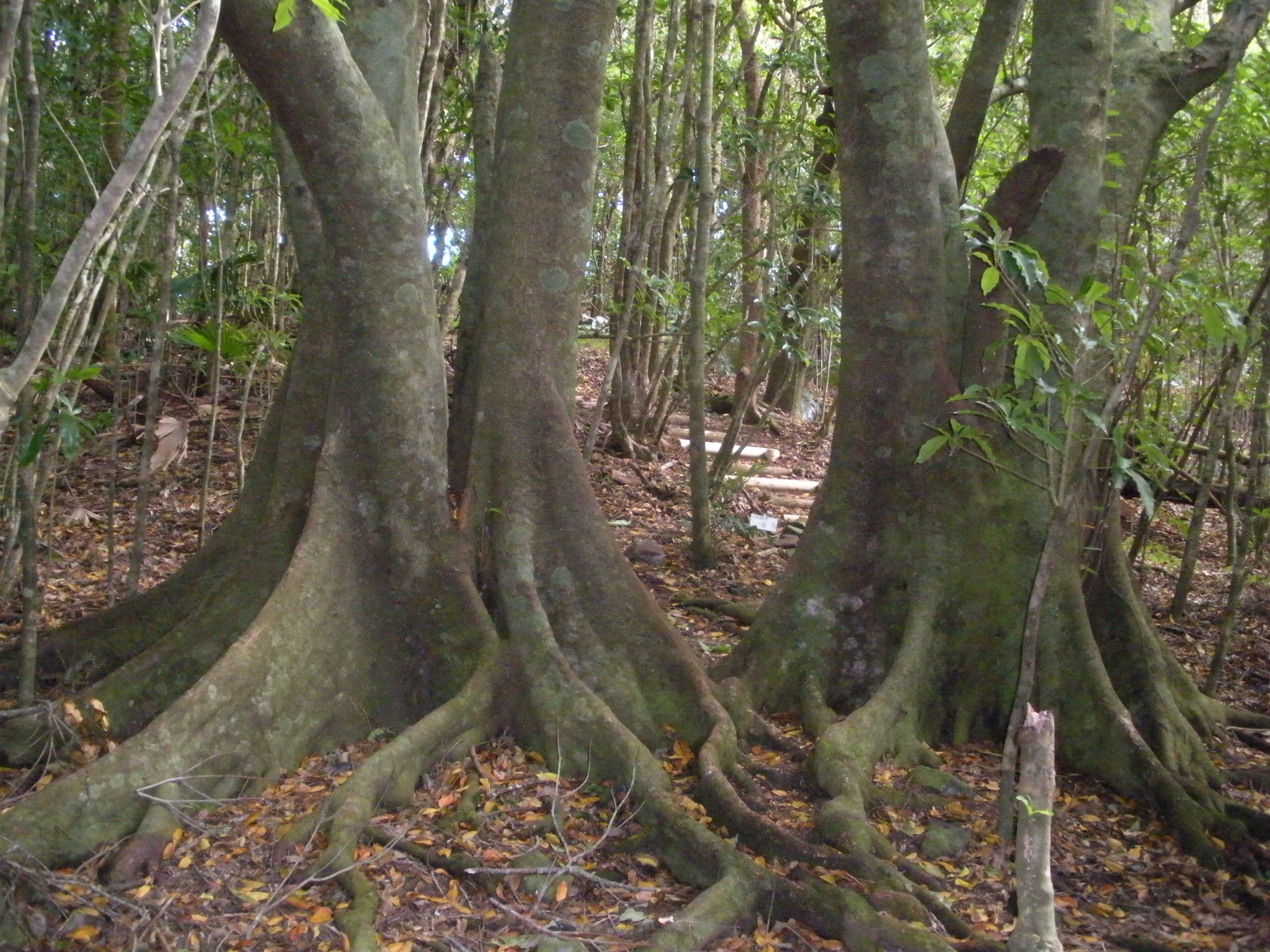
シマホルトノキ。母島の乳房山中腹で撮影。

父島や母島の低地を中心とした湿潤な環境下では、樹高20メートルになるシマホルトノキ、ウドノキ、テリハハマボウ、アカテツ、ムニンエノキ、オガサワラグワなどで林冠を形成し、下層にはモクタチバナが多く見られる湿性高木林が発達した。湿性高木林では日本本土などで極相林の優占種となっている陰樹であるシイ類、カシ類が存在せず、ムニンエノキ、オガサワラグワなどといった陽樹が多く混生している特徴がある。これは小笠原諸島をしばしば襲う台風の影響で森林が大きく撹乱されることによって湿性高木林の樹木の更新が行われるため、陽樹が多く混生する余地があるものと考えられている。
湿性高木林はテリハハマボウ、ヤロードなどという小笠原諸島固有種が多く分布し、またセキモンノキ、オオヤマイチジクなどといった絶滅危惧種も分布している。しかし耕地に適した場所が多かった湿性高木林はそのほとんどが明治時代からの開墾によっていったん農地化されてしまい、父島では谷筋にわずかに残存するのみとなっており、母島でも石門、桑ノ木山にまとまって残っているのみであり、かつて湿性低木林であった場所の多くは現在、リュウキュウマツとムニンヒメツバキが繁茂している。
標高が高い火山列島の北硫黄島、南硫黄島の高所にはほぼ通常的に雲霧に包まれるために雲霧帯となっており、雲霧林が形成される。また小笠原群島の中で最高点が標高462メートルと最も高い母島でも、高所で雲霧林が形成されている。雲霧林は高湿度のため蘚苔類が多く見られ、また樹木には多くの着生植物が生育している。母島の雲霧林では一属一種のワダンノキが低木林を形成している場所があり、北硫黄島、南硫黄島の雲霧林では伊豆諸島には分布するものの小笠原群島には見られないガクアジサイ、ヒサカキの群落が見られるなど、興味深い環境が形成されている。特にこれまで人の手がほとんど加わっていない南硫黄島の雲霧林では多くの絶滅危惧種の植物が存在し、南硫黄島独自の陸産貝類相が形成されていることがわかってきた。

### 乾性低木林
小笠原の自然環境の特徴の一つとして乾性低木林の存在が挙げられる。乾性低木林は冬も温暖な亜熱帯性気候であり、また梅雨が明けた後の夏季に乾燥した時期が続くという、現在の小笠原群島の気象環境の中で形成されていったと考えられる。
乾性低木林は樹高5-8メートル程度の、他の地域で見られる近縁種と比べて葉が厚いなど、乾燥に強い形態に進化した低木で構成された植生であり、地中海性気候の硬葉樹林との類似性が指摘されている。父島列島の父島、兄島に広く分布し、母島列島にも母島南部、妹島などにも存在している。乾生低木林ではかつて小笠原群島がもっと湿潤であった時代の遺存種であると考えられるムニンノボタン、ムニンツツジなどや、逆に乾燥化が進みつつある環境に適応したトベラ類など、貴重な固有植物を数多く見ることができる。乾性低木林が最もよく保存されている兄島では、他の島々では見ることができなくなった固有の陸産貝類が多く生存していることが確認されており、小笠原固有の貴重な自然環境として保護が進められている。
父島の乾性低木林で見られるムニンノボタンと、母島のハハジマノボタン、北硫黄島のイオウノボタン、南硫黄島のノボタンの比較などから、元来小笠原群島はもっと大きく標高も高い島であったものが、次第に島の面積が小さくなって標高も低くなり、島の気候が乾燥化する中で乾燥に耐えられる植物によって構成される乾生低木林が形成されていったとの仮説が立てられている。

## 動物相

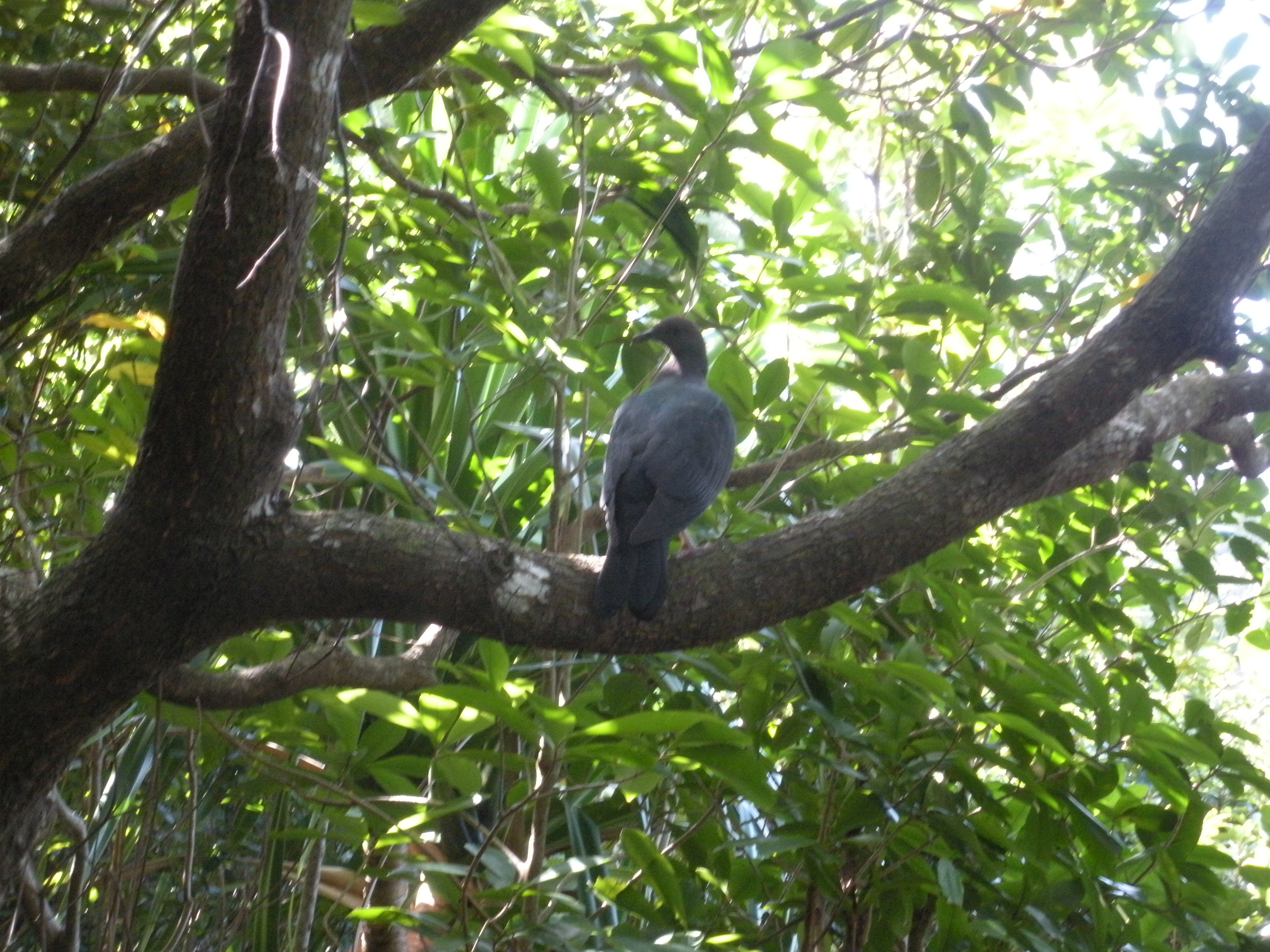
小笠原の野鳥。父島の初寝浦海岸付近で撮影。

小笠原諸島の動物相は海鳥類を除いて基本的に貧弱である。確実であるとされる自然分布の哺乳類はオガサワラオオコウモリのみであり、爬虫類はオガサワラトカゲと南鳥島と南硫黄島で確認されているミナミトリシマヤモリの2種のみ、そして自然分布の両生類はないと考えられている。これは大陸などから隔絶された大洋島である小笠原諸島にたどり着いて分布を拡大することが出来た種が少なかったということと、島の面積が小さいために多くの種の存在が困難であったということによるものと考えられている。オガサワラオオコウモリはその生息数の減少が確認されており、現在絶滅の恐れが指摘されている。
また小笠原諸島近海には冬季のザトウクジラをはじめとする多くのクジラ・イルカ類が回遊していることが知られており、これらを対象としたホエールウォッチングは小笠原諸島の有力な観光資源でもある。また、父島列島と母島列島は合計500頭以上のメスのアオウミガメが産卵をする一大繁殖地である。
鳥類は陸鳥は少ないものの、メグロ、オガサワラノスリ、アカガシラカラスバト、オガサワラカワラヒワなど貴重な固有種、固有亜種が分布している。小笠原諸島の陸鳥について特筆すべきはオガサワラカラスバトなどの絶滅種の多さである。小笠原諸島に生息していた固有種4種のうち、現存はメグロのみであり、あとの3種は既に絶滅してしまっている。またオガサワラノスリ、アカガシラカラスバト、オガサワラカワラヒワについては生息数減少のため絶滅が危惧されている。
西太平洋上に浮かぶ小笠原諸島は海鳥の貴重な繁殖地となっており、中には南硫黄島が現在確認されている全世界で唯一の繁殖地であるクロウミツバメ、西太平洋で聟島列島が唯一の繁殖地とされるコアホウドリ、現在父島列島の東島と南硫黄島のみで繁殖していると見られている固有亜種のセグロミズナギドリなど、世界的に見ても貴重な海鳥が繁殖している。
魚類については、淡水魚類については川や湖などの淡水系があまり発達していないため多くはないが、それでも父島、兄島、母島には固有種のオガサワラヨシノボリが分布している。また小笠原近海には数種の固有魚類が分布していると考えられている。小笠原諸島内の河川には8種の陸水棲のエビ類が見られるが、オガサワラコテナガエビとオガサワラヌマエビは小笠原諸島固有種であり、特に河川の上流部に生息するオガサワラヌマエビは、大洋島では非常に珍しい河川で一生を過ごす陸封型であるとされる。そして小笠原諸島の河川にはタケノコカワニナ属の固有種であるオガサワラカワニナが生息しているが、オガサワラヌマエビと同じく淡水域で一生を過ごしていると考えられ、これは主に河川の河口周辺の汽水域に分布する他のタケノコカワニナ属には見られない特徴である。オガサワラヌマエビやオガサワラカワニナは元来汽水域に分布していた種が、大洋島である小笠原諸島で淡水域にまで分布を広げたことを示しており、生態系の隙間に進出する貴重な例であるといえる。

### 昆虫類
小笠原諸島の昆虫類は固有種が多いことと、種構成に偏りが見られるといった特徴がある。固有種の多さについては小笠原諸島の昆虫は現在のところ18の固有属、379種の固有種が知られている。種構成の偏りについては、幼虫時に淡水下での生育が必要であるカワゲラ目が見られないなど、他の陸地から大きく離れた小笠原諸島まで到着できた種が限られていたことにより生じたものと考えられ、これは大洋島の一般的な特徴である。
小笠原諸島に生息する昆虫の固有種の多くは、ミクロネシア系か東南アジアなど東洋区系が起源であると考えられている。固有種の祖先の多くは古い時代にミクロネシアないし東南アジアなどから小笠原に到着し、その後固有種に進化していったものと考えられる。昆虫類の中ではクロトラカミキリムシ属やオガサワラヒメカタゾウムシ属などは小笠原群島内で適応放散による分化が進み、現在では各列島や島々で別種が生息している。更にクロトラカミキリムシ属と別系統のミナミイオウトラカミキリが火山列島の北硫黄島と南硫黄島に生息していてそれぞれ亜種に分化しており、南硫黄島にはオガサワラヒメカタゾウムシと近縁ながら別属のミナミイオウヒメカタゾウムシ属が分布している。
小笠原諸島には元来ミツバチなどの社会性ハナバチが存在せず、花の受粉は単独性のハチ類が担っていた。また元来は活動的なアリ類が存在していなかったためにテリハハマボウなど小笠原諸島の植物の形態に変化が生じた種もあると考えられている。そしてもともとはミミズも生息していなかったため、通常ミミズ類が行っている土壌の分解についてはワラジムシ亜目が担っていたと考えられるなど、通常の昆虫類の種構成と異なることも原因して、小笠原諸島では独自の生態系が発達していったとされる。なお現在小笠原諸島には外来種としてセイヨウミツバチ、アリ類、ミミズ類の侵入が見られるが、セイヨウミツバチが見られない聟島列島では単独性のハチ類が花の受粉を担っている小笠原諸島本来の姿が残されており、これまで人の手がほとんど加わっていない南硫黄島では現在も活動的なアリ類やミミズ類の侵入が見られない生態系が堅持されている。

### フナムシ、カニムシなど
小笠原諸島には陸棲のフナムシなど、ワラジムシ目の土壌生物にも貴重な種が見られる。フナムシではオガサワラフナムシ、アシナガフナムシの二種の固有種があり、特に母島の乳房山周辺のみに生息するオガサワラフナムシは、ヒキガエルに捕食されている可能性が指摘されており、生息が危ぶまれている。また父島、兄島には未記載種のフナムシが生息している可能性が高い。
またカニムシ目についても6種の固有種が確認されているが、中でも世界最大のカニムシとされるテナガカニムシは、テナガカニムシ属の他種はアフリカのマダガスカルとコンゴに生息するという極めて極端な隔離分布をしており、極めて貴重な種であるとされるが、現在テナガカニムシは主に兄島のごく限られた場所でしか確認されていない。

### 陸産貝類
大洋島ではカタツムリの仲間である陸産貝類が著しい適応放散を見せることが知られている。小笠原諸島でもこれまでのところ24科44属134種の陸産貝類が記録されており、うち106種が小笠原諸島在来種で、在来種は6種を除く100種が小笠原固有種とされ、固有率は94パーセントに達する。またカタマイマイ属、オガサワラヤマキサゴ属、エンザガイ属、テンスジオカモノアラガイ属、オガサワラキセルガイモドキ属、キバオカチグサガイ属、エンザガイモドキ属の7属は小笠原固有属とされる。
数多くの固有種を持つ小笠原諸島の陸産貝類であるが、これはかつて小笠原諸島にやってきた陸産貝類の祖先が小笠原諸島内の環境に適応し、著しい適応放散を起こした結果であるとされる。例えば小笠原固有属であるカタマイマイ属は、DNA解析の結果、日本本土からやってきた1種の祖先から分化していった属であることが明らかになりつつあり、テンスジオカモノアラガイ属はフィジーなどマルケサス諸島に近接種が存在していることがわかった。他の陸地から大きく離れた小笠原諸島にたまたま到達することが出来た陸産貝類の祖先が、小笠原諸島の環境に適応して様々な種に分化していったため、小笠原諸島の陸産貝類は他に例を見ないユニークな種構成を持つようになった。
小笠原諸島ではこれまで約20種の陸産貝類が絶滅したと考えられている、特に環境の変化に脆弱とされるエンザガイ属などに絶滅種が多く見られるが、約80種は現存しているとされ、約90パーセントの在来種の陸産貝類が絶滅したとされるハワイ諸島のように多くの大洋島では陸産貝類が壊滅的な状態となっているのに比べると、小笠原諸島の陸産貝類の遺存状況は比較的良好であるといえる。
開発や外来種の影響で絶滅や絶滅の危機を迎えている陸産貝種が多い中で、新しい環境にいち早く適応する興味深い陸産貝類も見られる。例えば姉島に生息するフタオビカタマイマイの中で、外来種であるリュウゼツランの葉にのみ生息する特異な形態を持つものが確認されており、またアニジマヤマキサゴの中でやはり外来種のモクマオウの落ち葉層に適応した集団も発見されている。リュウゼツランやモクマオウは19世紀以降の人間による小笠原諸島開発の開始以降、小笠原諸島で分布を広げていった外来種であり、わずか200年足らずの間に新たな環境へ適応するという進化の過程を見ることができる興味深い事例である。

## 絶滅種について
小笠原諸島では開発等によってこれまで多くの生物の絶滅が確認されている。まず鳥類については、絶滅種としてはオガサワラカラスバト、オガサワラガビチョウ、オガサワラマシコの3種、絶滅亜種はハシブトゴイ、マミジロクイナ、ムコジマメグロの3種で、合計6種の絶滅種、亜種が確認されている。これはこれまで日本で絶滅した鳥類の種、亜種が14種とされているため、絶滅種、亜種の約4割が小笠原諸島の種となる。絶滅した鳥類は全て20世紀前半までに姿を消しており、これは1830年に始まった小笠原諸島開発の影響によるものと考えられている。
また鳥類より目立たないものの、原生林の開発などに伴い、約20種の貴重な陸産貝類も絶滅したことが確認されている。父島、母島などでは明治時代からの開拓で原生林が切り開かれ、また1990年代以降は外来種の肉食性プラナリアであるニューギニアヤリガタリクウズムシが、父島で盛んに陸産貝類を捕食していることが明らかになっており、陸産貝類の減少に拍車がかかっている。

### 絶滅危惧種について
大洋島という脆弱な生態系である小笠原諸島では、多くの絶滅危惧種が存在する。まずオガサワラオオコウモリはかつては父島、母島を中心に数多く生息していたが、アメリカ統治時代には食用として捕獲されてグアム島に出荷されたり、日本復帰後はバナナ、パパイヤ、マンゴーなどの作物を荒らすために駆除されたりした影響で数が激減し、現在は父島、北硫黄島、南硫黄島に数十-100頭あまり、母島、硫黄島に少数が生息するのみとなり、2009年には種の保存法により国内希少野生動植物種に指定された。
鳥類についても特に固有亜種であるオガサワラカワラヒワ、アカガシラカラスバトは生息数の減少、生育環境の悪化が確認されており保護が図られている。オガサワラカワラヒワは近年父島列島と聟島列島では生息が確認されておらず、確実に生息しているのは母島列島と南硫黄島のみである。またアカガシラカラスバトは小笠原諸島全体で数十羽しか生息していないものと推定されており、また固有種のメグロ、固有亜種のオガサワラノスリの状況も楽観できない。オガサワラカワラヒワ、アカガシラカラスバト、メグロ、オガサワラノスリは全て種の保存法により国内希少野生動植物種に指定されている。
海鳥については現在全世界で南硫黄島のみで繁殖が確認されているクロウミツバメなど、人間による環境変化の影響が最小限度に抑えられている南硫黄島は多くの希少海鳥の繁殖場所となっているが、自然災害や病気の流行などで貴重な生育環境に大きな打撃が与えられた場合の影響が懸念されている。
小笠原諸島固有の生態系を代表する昆虫類、陸産貝類の多くも絶滅が危惧されている。昆虫類については父島、母島ではグリーンアノールの捕食によって壊滅的な打撃を蒙っており、特に5種の固有のトンボ類は現在弟島のみで全種類が生息している状態となっている。陸産貝類は父島では侵入したニューギニアヤリガタリクウズムシによってやはり壊滅的な打撃を受けており、陸産貝類の固有種が数多く現存している兄島でも、クマネズミの食害によると考えられる生息数の減少が確認されている。
植物についても現在、自然株が1株のみとなってしまったオガサワラツツジ、数株にまで減少してしまったコバノトベラなど、絶滅が危惧されている種が多い。これは原生林の破壊などによる環境の激変や外来種の侵入などが主な原因と考えられているが、オガサワラツツジやムニンノボタンなどは現在の環境よりも湿潤な気候に順応した種と考えられ、乾燥化が進む中で衰退が進んだ種であったとの説も唱えられている。現在オガサワラツツジやムニンノボタンなどは栽培によって増殖を行い、自生地に戻す試みが進められている。
現在、小笠原諸島の生物のうち鳥類のメグロは特別天然記念物、オガサワラオオコウモリ、アカガシラカラスバト、オガサワラノスリ、オガサワラシジミなど10種の昆虫類、陸産貝類11科、小笠原諸島の磯に産するカサガイ、オカヤドカリが天然記念物として保護され、また国内希少野生動植物としては植物は野生では1株となってしまったムニンツツジなど12種、動物類では天然記念物に指定されている種とオガサワラカワラヒワ、昆虫類としてはオガサワラシジミ、オガサワラハンミョウ、オガサワラアオイトトンボ、ハナダカトンボ、オガサワラトンボの5種が指定されている。

## 開発などによる生態系破壊
小笠原諸島でも、現在人間の活動による生態系の破壊が大きな問題となっている。北硫黄島にある今から約2000年前のものと考えられている石野遺跡など、有史以前にも小笠原諸島に居住した人間が存在したと推定されているが、基本的には無人島であった時期が長かったものと考えられ、人間による生態系の破壊が始まったのは19世紀以降のことと考えられている。

### 小笠原諸島の開発開始と生態系への影響
18世紀に入り、北太平洋が捕鯨の一大拠点となったことにより、小笠原諸島近海にもアメリカ、イギリスなどの捕鯨船が多く出没するようになった。そのような中、1826年から1828年にかけて、父島の二見港で沈没したイギリス船ウイリアム号の乗組員2名が父島に居住した。
1830年6月、ハワイからの移住民30名が父島に上陸し、定住生活を開始した。移住民たちは父島の開墾を行い、トウモロコシやジャガイモなどの栽培や牧畜、そしてウミガメの捕獲などの漁業を営み、当時北太平洋で操業していた捕鯨船が父島に寄港する際に生産物を販売して生計を営んだ。1830年代から1850年代にかけて、父島のかなりの部分に開墾地が広まり、母島にわずかな住民が居住を開始したのみで本格的な開発はまだ行われなかった。この時期、生態系に大きな影響をもたらしたと考えられるのがヤギやブタなどの放牧である。放牧は父島のみならず弟島など周辺の島々にも広がり、放牧した家畜はやがて野生化し、捕食者がいない小笠原諸島では数が増えて生態系に悪影響をもたらすようになった。

### 日本による小笠原開拓開始に伴う影響

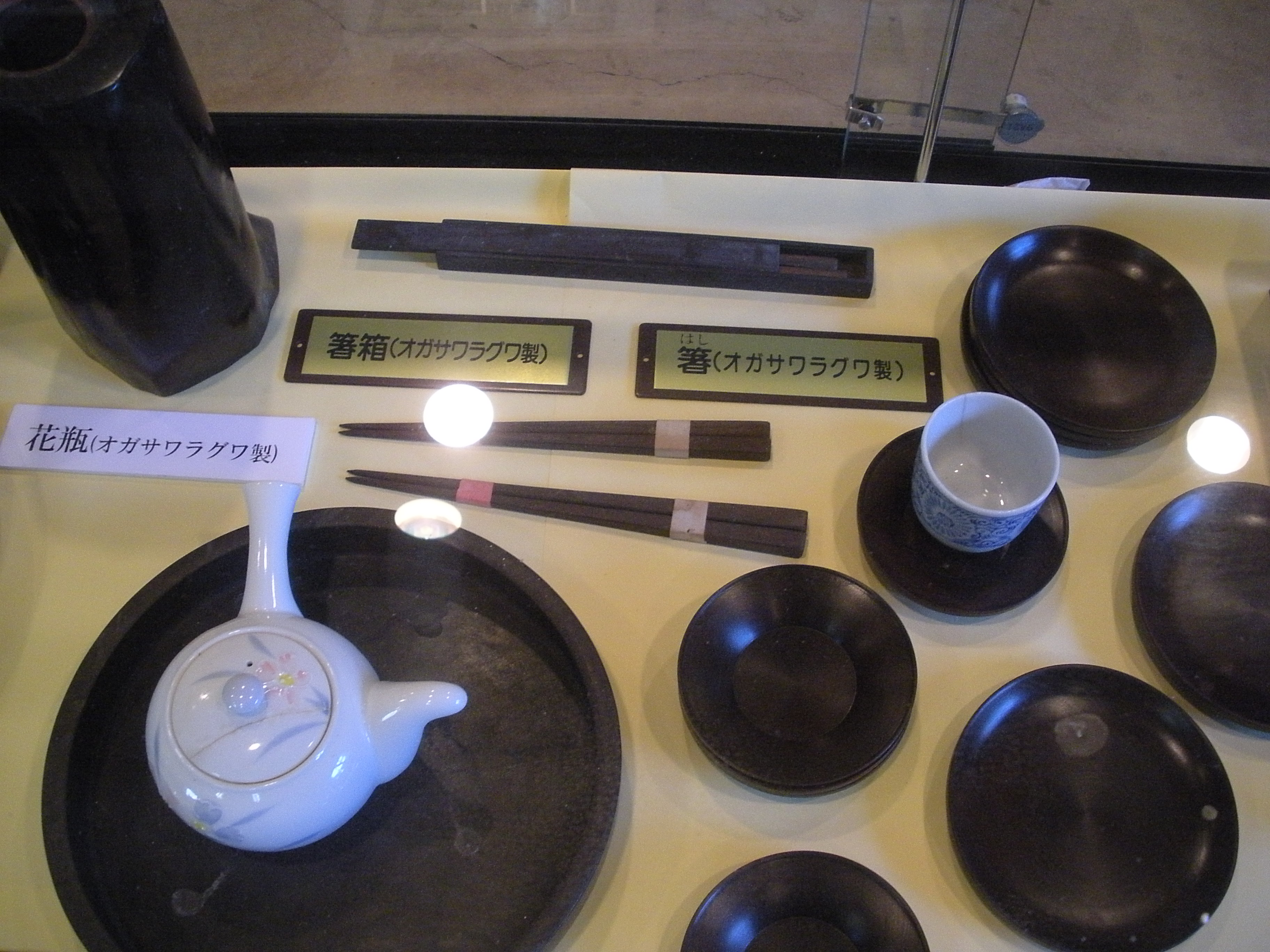
母島ロース記念館に陳列された、オガサワラグワ製の細工物。オガサワラグワは銘木として乱伐された。

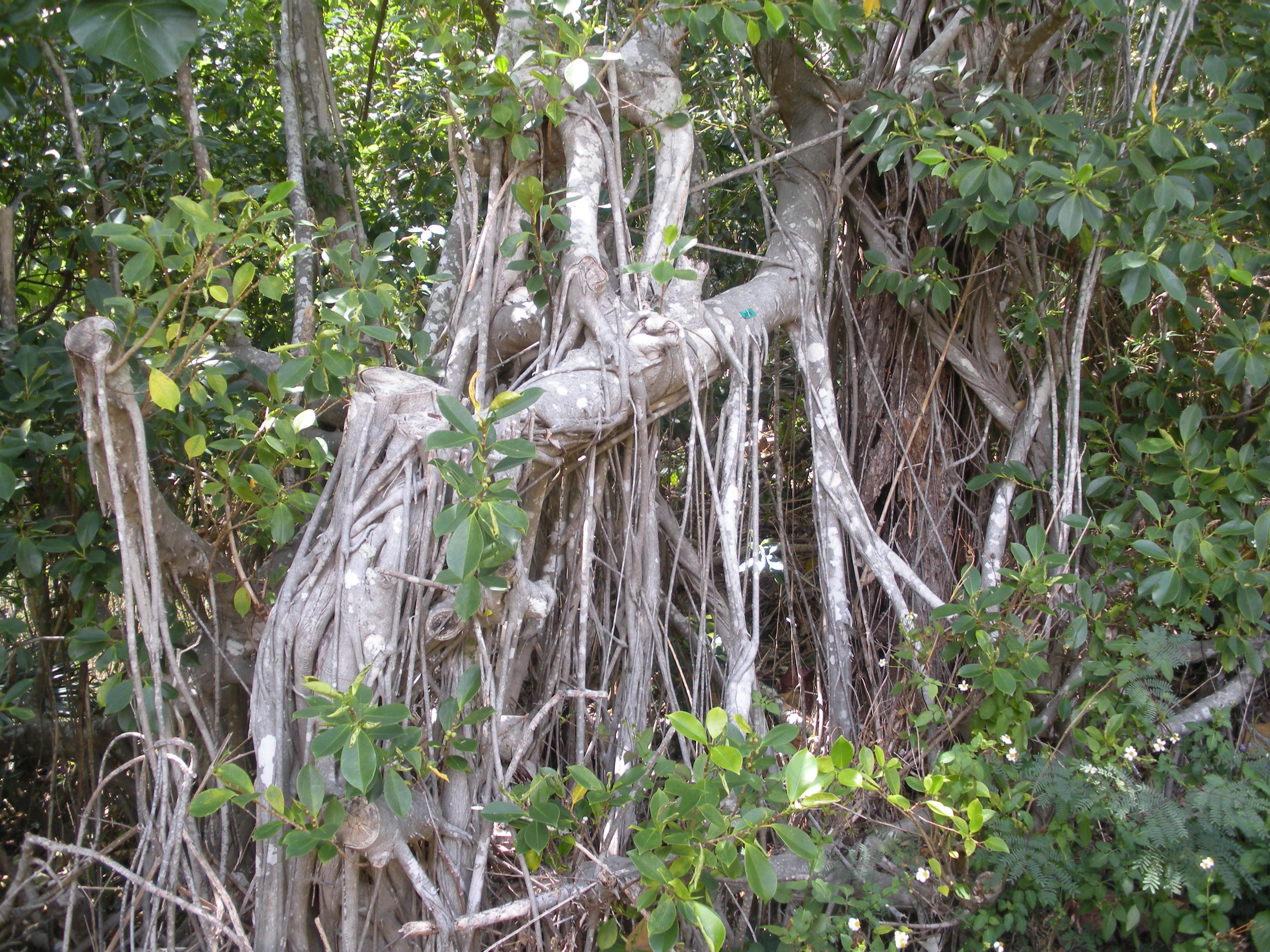
母島の蝙蝠谷で繁茂する移入植物のガジュマル。周囲はアカギの純林。

1862年には韮山代官所の江川英敏の移民募集に応じた八丈島島民38名と幕臣らが父島に上陸し、日本人として初の小笠原移民となったが、翌1863年にはいったん小笠原から引き揚げた。1876年（明治9年）、日本政府は小笠原群島の領有を宣言し、小笠原群島は内務省の管轄となり再び開発が始まった。
明治の小笠原群島開発では、まず父島ではコーヒー栽培が行われた。しかし台風の被害によりコーヒー栽培は下火となり、続いてサトウキビ栽培が盛んに行われるようになった。サトウキビ栽培はやがて軌道に乗るが、当時のサトウキビ生産は、開墾後肥料を与えることもなくサトウキビを栽培し刈り取るだけといった極めて粗放的なもので、次々と原生林が切り開かれていった。傾斜が急で土壌が薄い地域では土壌流出のために耕地が放棄される場所もあった。また砂糖を煮詰めるために薪が必要とされ、これもまた原生林の伐採に拍車をかけた。やがてサトウキビ栽培は母島、硫黄島、北硫黄島など、父島以外にも広まっていった。
1910年代後半になると、砂糖価格の下落とサイパン島、テニアン島などの南洋群島での製糖事業の発達によって小笠原諸島のサトウキビ栽培は下火となり、カボチャなどの野菜栽培などが盛んに行われるようになった。ビニールハウスが普及していなかった当時、日本本土では野菜が収穫できない時期に出荷が可能であった小笠原の農業は成功を収めていった。
また、小笠原固有種の中でも有用であるために伐採が盛んに行われた種もある。その中で代表的なものがオガサワラグワで、緻密で優れた材質のオガサワラグワは木材として高値がついたため、山中の巨木を中心に伐採が進められた結果、激減してしまった。
小笠原諸島に繁殖のために大挙集まっていた海鳥やウミガメも受難の時を迎えた。アホウドリは北之島などの聟島列島が鳥島や尖閣諸島と並ぶ一大繁殖地であったのが、明治時代になって羽毛採取のために乱獲され、小笠原諸島で繁殖が確認されないようになってしまった。またかつて父島などでは多くのアオウミガメの繁殖が行われていたものの、やはり明治時代になって食用のために年間2000-3000頭が捕獲されたため、たちまちのうちにウミガメの数も激減していった。
小笠原の自然が急速に失われていくことに対する対策は、かなり早い時期から行われてはいた。まず1899年には新たな開墾が禁止され、植林が行われるようになった。しかしその中でリュウキュウマツ、モクマオウなど、現在小笠原の生態系に悪影響を与えている植物が植林という形で持ち込まれる副作用ももたらされることになった。また1910年からは数が激減したウミガメの保護を目的とした、ウミガメの人工孵化、放流事業が開始された。1921年には小笠原営林署が設置され、小笠原の国有林の調査が進められるようになった。そして1926年にはこれまでの無計画な森林破壊の反省もあって、母島の石門山、桑ノ木平、硫黄島の玉名山の3か所を学術保護林に指定した。

### 戦争に伴う影響
第二次世界大戦は小笠原の生態系に悪影響を及ぼした。最も深刻な影響を蒙ったのが激戦地となった硫黄島で、硫黄島の戦いによって保護林に指定されていた玉名山学術保護林は全滅した。
また父島、母島にも多くの守備隊が駐屯した。多くの兵士が駐屯したため、父島、母島では陣地構築などのために自然環境の破壊が進んだ。また食糧不足に陥った守備隊は若芽がキャベツのような味がして食用となったノヤシを伐採したため、ノヤシは激減してしまった。そして父島、母島では空襲に遭い森林が焼かれるといった被害も発生した。

### 戦後、そして日本返還後の問題

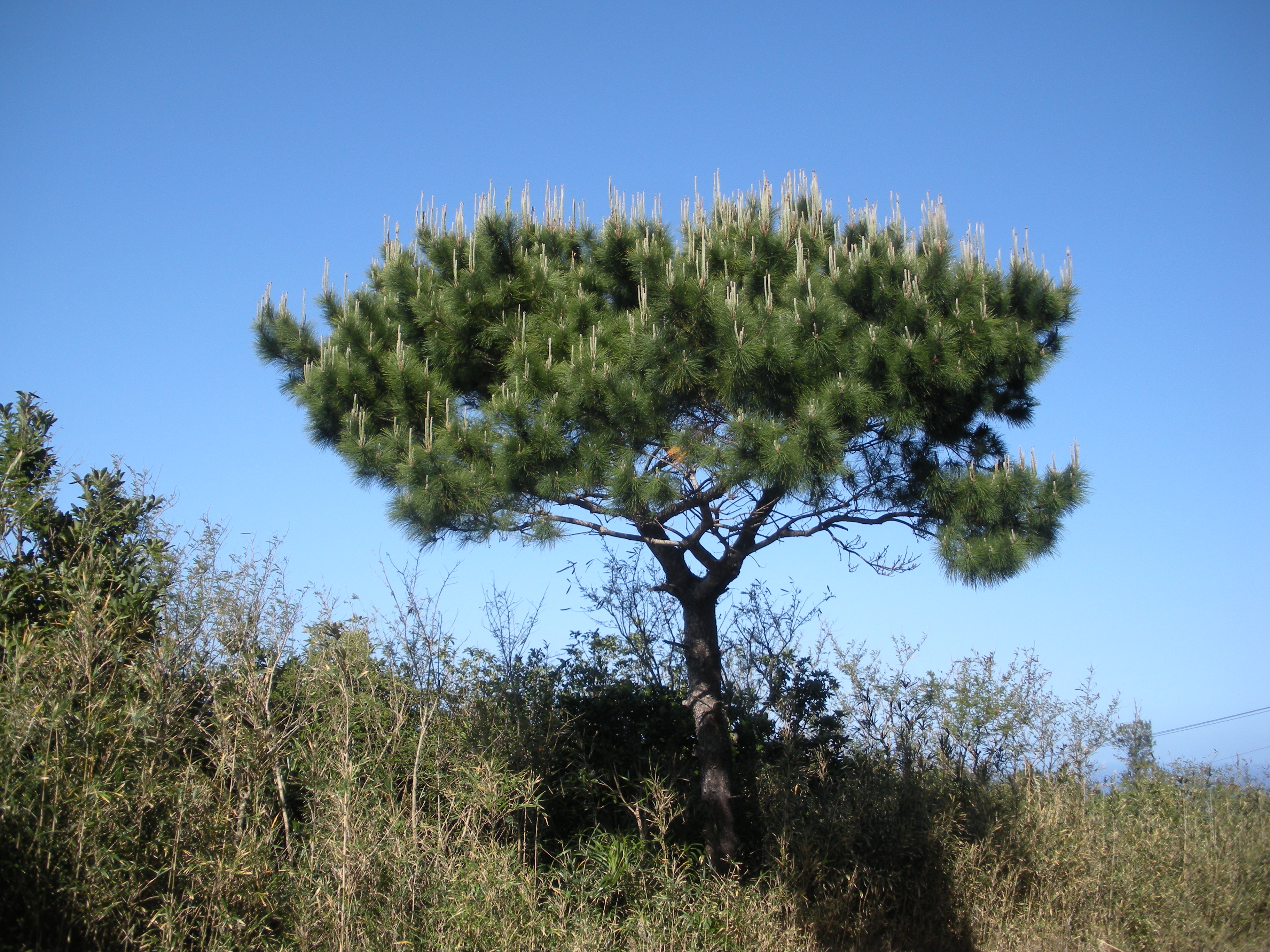
外来植物の一つ、リュウキュウマツ。父島の旭平付近で撮影。

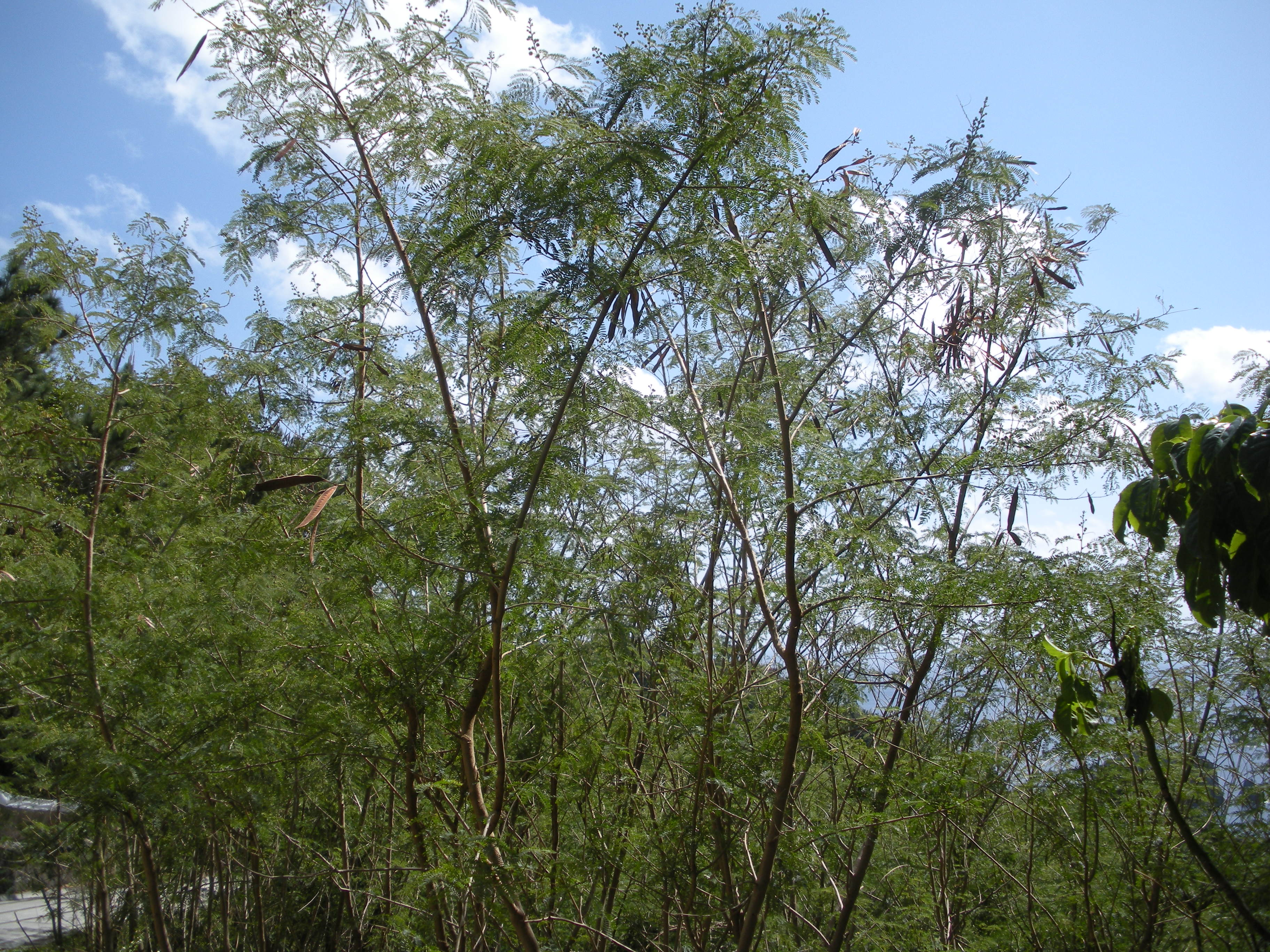
母島の道路脇に繁茂するギンネム。

第二次世界大戦の末期の1944年、7000名近くの小笠原諸島在住の島民たちは強制疎開により小笠原を離れた。そして終戦後、アメリカの統治下に入った小笠原諸島に帰島を許されたのは、19世紀、小笠原に最初に定住した欧米系島民の子孫100名あまりのみであり、父島以外の島々はほぼ無人島となった。その結果、戦前農地であった場所の多くにムニンヒメツバキや外来種のリュウキュウマツによる二次林が広がり、かつての人家跡にはやはり外来種のギンネムが侵入した。そして飼い主がいなくなったことでヤギが野生化し、特に聟島列島では激しい食害によってほとんどの森林が消滅してしまった。
1968年6月、小笠原諸島は日本に返還された。日本復帰後、かつて小笠原諸島で生活していた人々が帰島を始めたが、父島、母島と自衛隊の基地がある硫黄島と南鳥島以外は無人島の状態が続いた。父島と母島は小笠原復興特別措置法によって復興資金が投入され、港湾や道路等の生活基盤の復興が進められていったが、その中で道路の拡張等で貴重な固有植物の生育地が消滅するなどといった問題が発生した
小笠原諸島の開発と自然保護をめぐる問題の中で、これまで最も大きな問題となったのが空港の建設問題であった。1988年に当時の鈴木俊一都知事が空港建設を公式に表明し、まず兄島に空港建設が計画されたが、兄島には小笠原諸島独自の乾性低木林が最も良好な形で残されており、調査の結果、多くの陸産貝類やオガサワラハンミョウなどの貴重な固有種が生息していることが判明したこともあって兄島での空港建設は中止された。変わって父島の時雨山付近が候補地とされたが、これも小笠原固有種のムニンツツジの産地を破壊するなど生態系に大きなダメージを与えることと、折からの景気低迷の中、巨費を投じて小笠原に空港を作ることの是非が問われ、2002年になって石原慎太郎都知事によって時雨山案も撤回されることになった。

## 外来種の侵入とその影響
小笠原諸島の生態系をおびやかす存在として、小笠原以外からやってきた外来種がある。外来種は長い時間をかけて独自の生態系を育んできた小笠原の動植物の生育環境に悪影響を与えており、昆虫類に壊滅的な被害を及ぼしているグリーンアノール、父島の陸産貝類に大きな被害を与えているニューギニアヤリガタリクウズムシ、小笠原群島の森林に勢力を急速に広げているアカギ、南硫黄島など一部の島以外に広がり植生や鳥類の繁殖などに悪影響を与えているクマネズミなどが小笠原諸島の生態系に悪影響を与えている代表的な外来種である。また小笠原諸島固有のオガサワラグワが、養蚕のために持ち込まれたヤマグワと交雑して純粋なオガサワラグワが弟島を除くとほとんど見られなくなるなど、小笠原固有種と外来種が交雑するといった問題も起きている。現在小笠原諸島の環境に悪影響を与えている外来種の駆除などが進められているが、絶滅危惧種であるオガサワラノスリがクマネズミを捕食していると考えられるなど、単に駆除を行えばよいとは断定できない複雑な問題が存在する上に、ニューギニアヤリガタリクウズムシや外来陸棲ヒモムシのように駆除自体がほぼ不可能とされている外来種もある。

### ノヤギ、ネコ、クマネズミの影響と対策

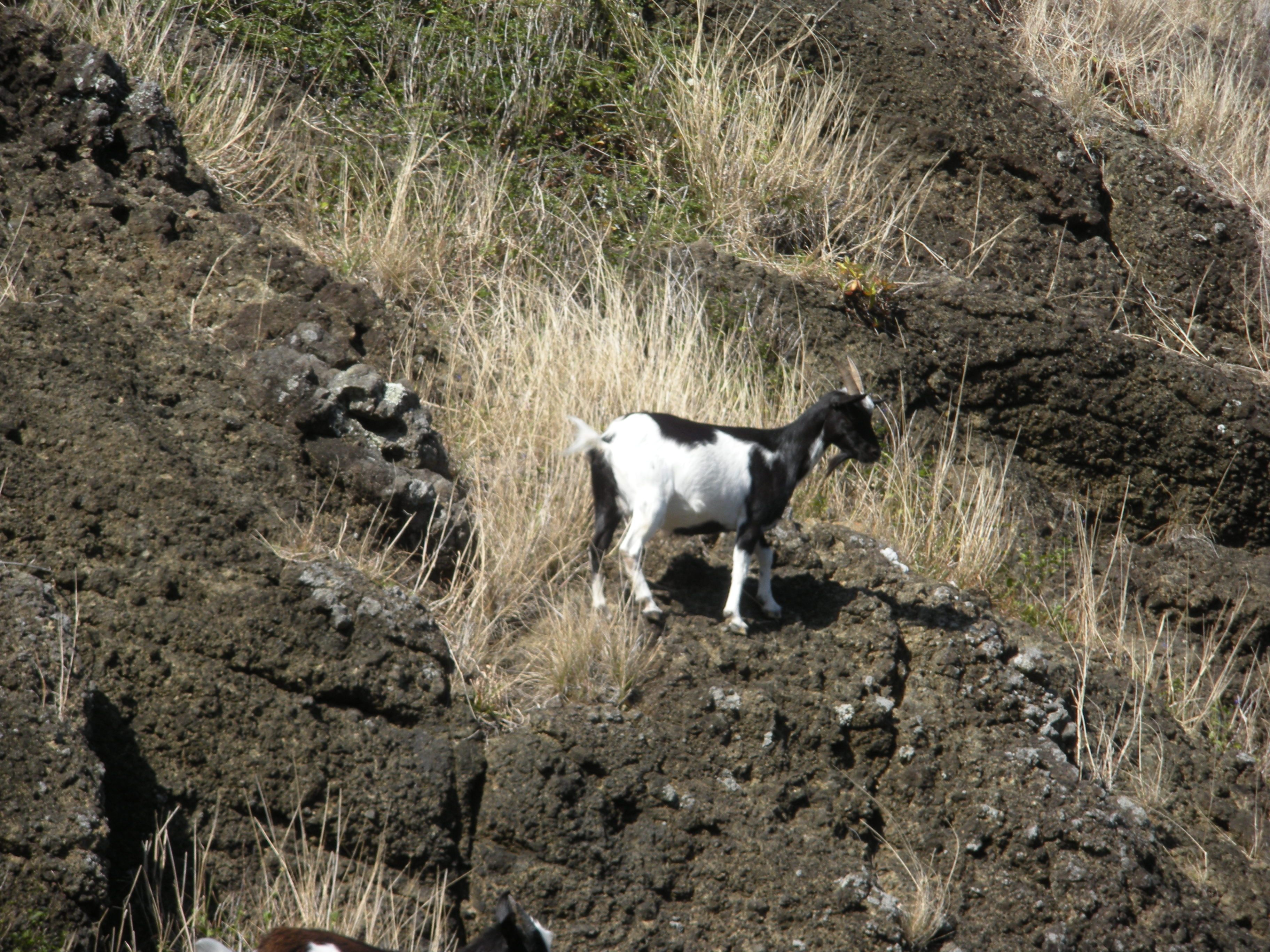
ノヤギ（父島、旭平展望台付近）

小笠原群島には19世紀の開拓開始直後からヤギが放し飼いにされていたが、戦後アメリカの統治下でヤギが管理されない状態となったため、ノヤギとなって植物を食い荒らしていった。特に聟島列島の被害は著しく、聟島や媒島は森林がほとんど破壊されるに至った。ノヤギは1970年代初めに父島列島の南島で駆除が開始され、1990年代半ばからは聟島列島、そして弟島、兄島で駆除が行われ根絶に成功した。現在父島でも駆除が進められているが、広くて地形が複雑な父島では駆除が思うように進まないため、固有植物が多い地域をフェンスで守る対策が取られている。このフェンスは生息数の減少が著しいとされるアカガシラカラスバトを捕食するノネコの侵入を防ぐ役割も果たしている。
クマネズミは鳥類の卵を食べたり、タコノキなど小笠原固有種の種子を食べつくしたり、兄島などでは陸産貝類を食べてその生息を脅かすなど、小笠原諸島の生態系に悪影響を及ぼしている。反面、小笠原群島固有の猛禽類であるオガサワラノスリはクマネズミを捕食していると考えられ、クマネズミの消滅は絶滅危惧種であるオガサワラノスリの生存に悪影響を及ぼす可能性があるため、駆除による生態系への影響予測を立てながらクマネズミの駆除が進められている。

### グリーンアノールの猛威

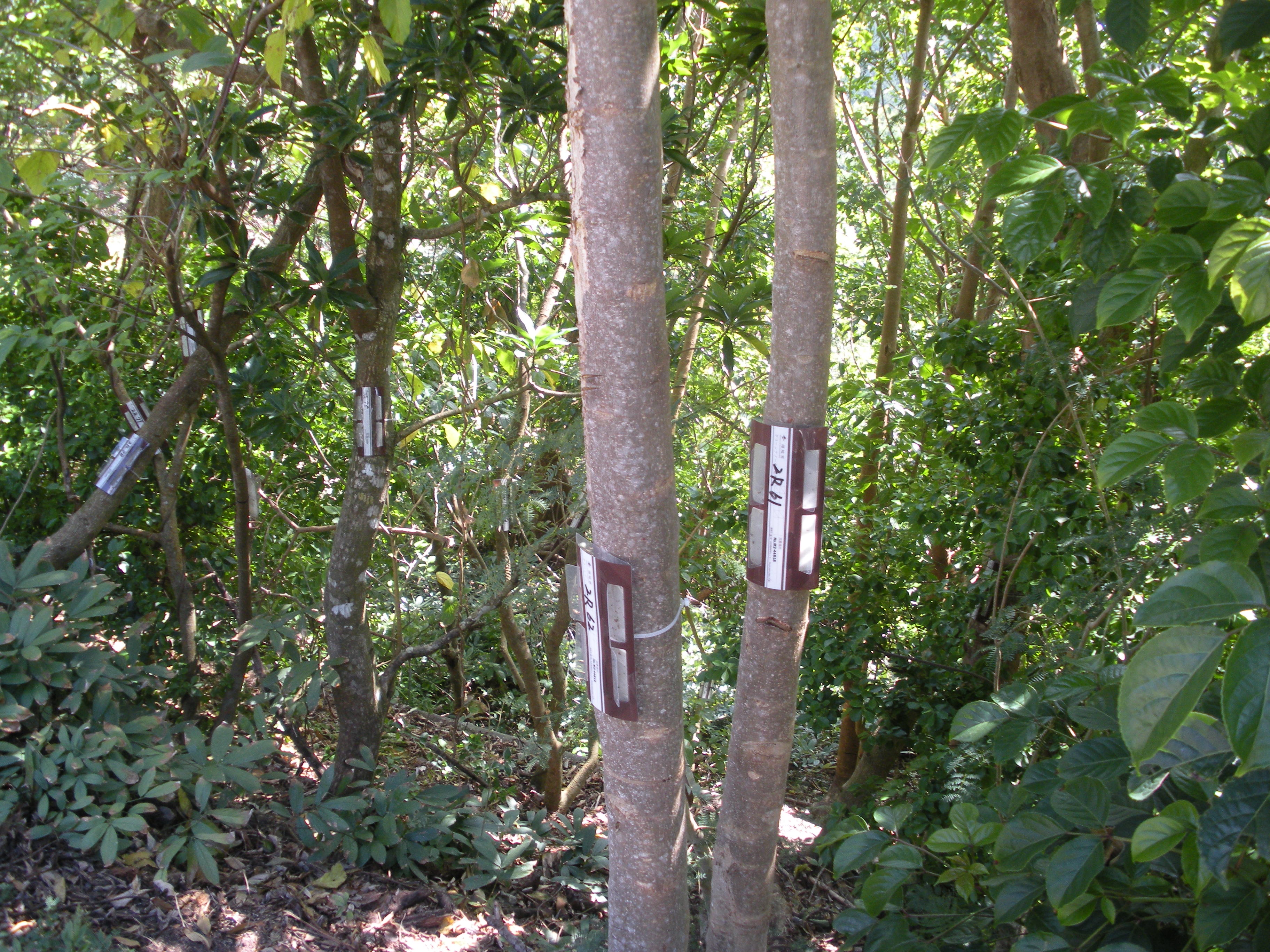
グリーンアノール捕獲用の罠（母島）

戦後のアメリカ統治下であった1960年代、父島に中南米原産のグリーンアノールが持ち込まれた。どのようにして父島にグリーンアノールがやってきたのかははっきりしていないが、グアム島からの物資に紛れ込んできたとの説が唱えられている。グリーンアノールは父島では約20年の間にほぼ島内全域に分布を広げた。1980年代になって母島にもグリーンアノールが持ち込まれ、やはり島全体に広がっていった。現在のところグリーンアノールは小笠原諸島内で父島、母島のみで見られ、聟島列島、火山列島、そして父島列島、母島列島の属島には広がっていない。
1990年代に入って父島では小笠原固有の昆虫類が急速に減少してきており、また父島の後を追って母島でも固有の昆虫類の減少が観察されるようになった。父島、母島ではトンボ類など昆虫固有種の多くが絶滅に追いやられたが、この昆虫類の減少はグリーンアノールの増加と時を同じくして発生していること、ノヤギによって植生が壊滅的な被害を蒙った聟島などでも父島、母島よりも固有の昆虫類が良く残されていることなどから、父島、母島で見られる固有の昆虫類の減少、絶滅はグリーンアノールによる捕食によるものと断定された。
グリーンアノールは父島、母島ともに数十ないし数百万匹いると考えられ、早急な駆除は困難が予想されている。そのため対策としてまず父島、母島以外の島に絶対持ち込まないこと、また母島では貴重な固有種であるオガサワラシジミを保護するために、生息地周辺にグリーンアノールが入り込まないように柵を張り巡らすなどの対策が取られている。

### ニューギニアヤリガタリクウズムシの脅威
肉食性プラナリアの一種であるニューギニアヤリガタリクウズムシは、1990年代に父島に侵入した。ニューギニアの原産種であるニューギニアヤリガタリクウズムシは1970年代にグアム島などに侵入し、その後1990年には沖縄に侵入したことが確認され、1990年代前半に父島で確認された後、島内で急速に分布を拡大させていった。これは沖縄から移入された樹木にニューギニアヤリガタリクウズムシが付着していたために父島へ侵入したとの説が唱えられている。なお現在のところ他の小笠原諸島の島々への侵入はないとされる。
ニューギニアヤリガタリクウズムシがほぼ全島に広まった父島では、固有種の宝庫である陸産貝類が壊滅的な打撃を受けた。現在のところニューギニアヤリガタリクウズムシの駆除はほとんど不可能であると考えられており、父島以外の島々に拡散させないよう対策が取られている。

### 外来陸棲ヒモムシの脅威
海洋島である小笠原の島々にはミミズが生息せず、地表の落ち葉の分解にはミミズに代わってワラジムシやフナムシなど陸棲甲殻類が主役を担っていた。ところが1980年代に小型の節足動物を捕食する外来の陸棲ヒモムシが父島に侵入したことにより、父島の陸棲甲殻類やそれを捕食する昆虫等が急激に数を減らした。1990年代には母島南部にも侵入し次第に分布を拡大している。侵入されると駆除する手立てがないため、これ以上の他の島への侵入防止対策が急がれる。

### 両生類の問題
かつて小笠原諸島には、生息に真水が不可欠である両生類は自然状態では到達することが不可能であったため、全く生息していなかった。しかし1949年頃に父島、1978年頃には母島にヒキガエルが侵入し、あっという間に島内で分布を広げていった。ヒキガエルの影響で昆虫類のバッタ類やハネカクシ、ゴミムシなどが大きな影響を受けているとされ、駆除が進められている。またウシガエルも小笠原に侵入したが、こちらはあまり広がることはなく、弟島北部に生息地域が限定されていたが、弟島は小笠原固有種のトンボ5種類が全て生息する島で、トンボ類に対しての悪影響が考えられるために駆除が行われ完了した。

### 植物における外来種とその影響と対策

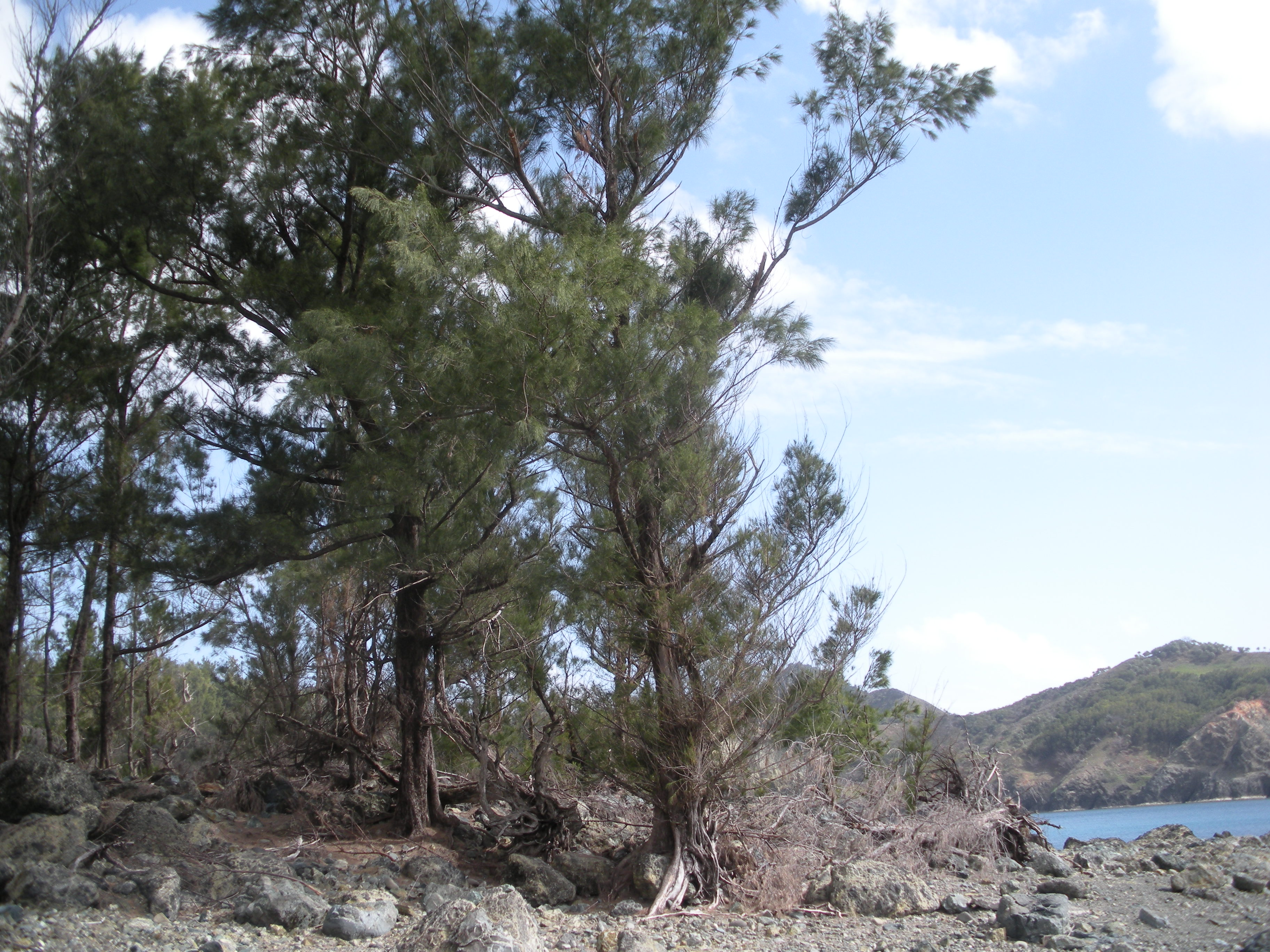
父島の洲崎海岸。モクマオウが海岸林を形成している。

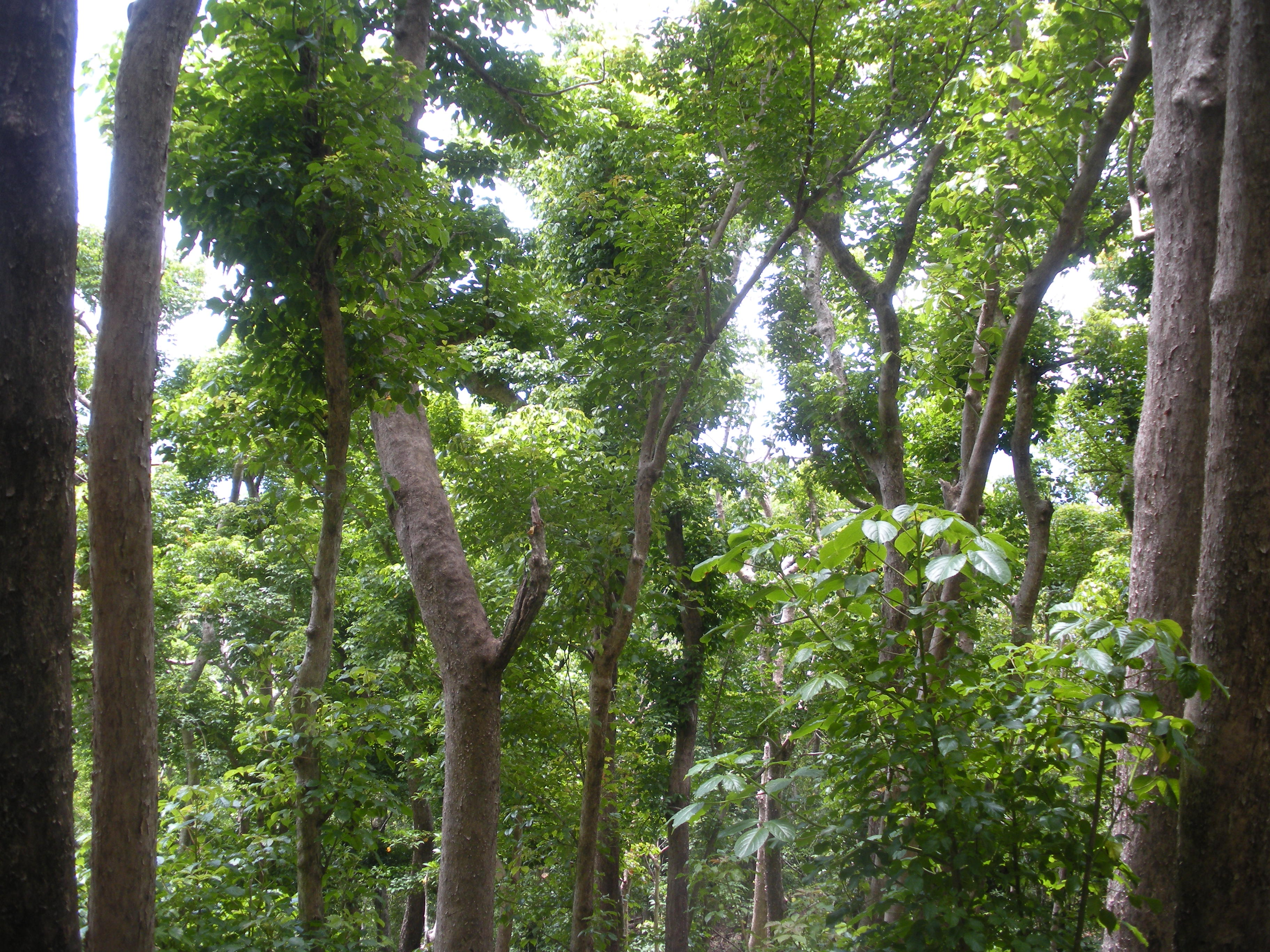
母島の桑ノ木山。かつてはオガサワラグワの巨木が林立していたが、現在はアカギの純林となっている。

これまで人間による影響が最小限に済んでいる南硫黄島は維管束植物の外来種が約5パーセントと低率であるが、他の小笠原諸島の島々には多くの外来種が入り込んでいる。中でも沖縄などに自生するアカギ、戦前に小笠原諸島に導入されたギンネム、リュウキュウマツ、モクマオウ、ガジュマルなどが小笠原諸島の生態系に悪影響を与えている代表的な外来種の植物である。
中でもアカギは比較的湿潤な環境である母島で猛烈な勢いで分布を広げ、ワダンノキ、テリハハマボウなどに代表される多くの貴重な固有種が生育する母島の森林の生態系に深刻な打撃を与えている。もともとアカギの原産地では森林内の1種にすぎず、他の樹木の生育を圧迫するなどといった生態系に対する負荷をもたらすような樹木ではないが、小笠原諸島、特に母島では気候や土壌がアカギの生育に適している上に、生育の早さなどでアカギのライバルとなる樹木がなく、アカギの実の捕食や菌類による影響も少ないと考えられ、結果としてアカギが急速に在来種を駆逐している。
またモクマオウは19世紀後半に小笠原諸島に導入され、現在父島列島、母島列島に広がっているが、モクマオウが繁茂した地域では大量の落ち葉が溜まり、他の植物がほとんど生育できなくなってしまう。そしてギンネムもかつて人家があった地域を中心に勢力を広げ、生態系に悪影響を与えている。その他にもリュウキュウマツ、ドクヅル、キバンジロウ、セイロンベンケイソウなども小笠原諸島内で分布を広げ、生態系に悪影響を与えている。現在、アカギなど小笠原諸島の生態系に悪影響を与えている植物については、駆除などの対策が進められている。
また戦前、養蚕のために南西諸島から導入されたとされるシマグワは父島、母島の各地で野生化し、小笠原在来種のオガサワラグワとの交雑が進んでいることが明らかになっている。最近の研究では父島、母島で生育するほとんどのオガサワラグワはシマグワとの雑種であることが判明しており、小笠原固有種と近接種との雑種の問題も発生している。

## 自然環境の保護活動について

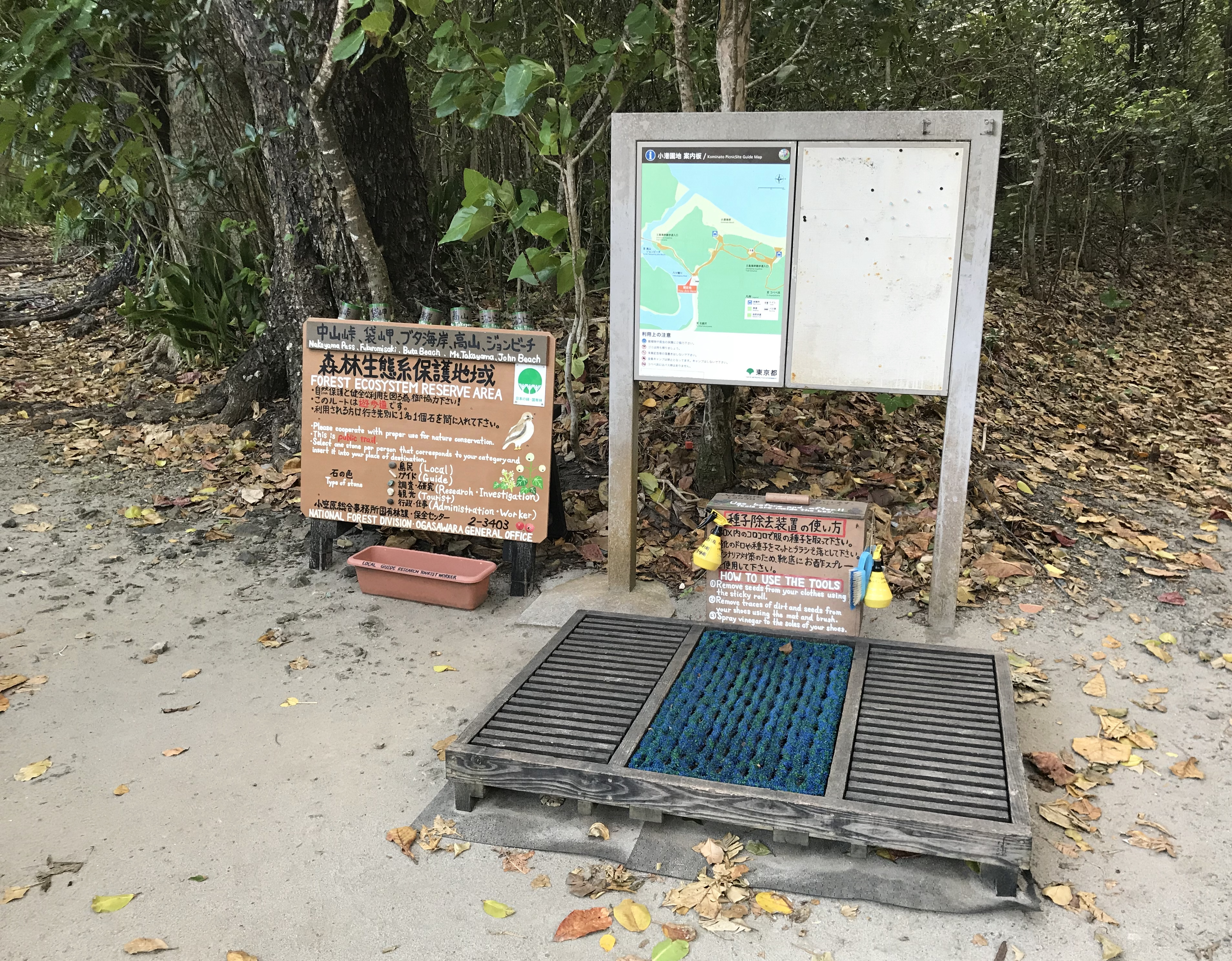
父島の森林生態系保護地域に入る前には外来種侵入防止のためのマットや道具が置かれている

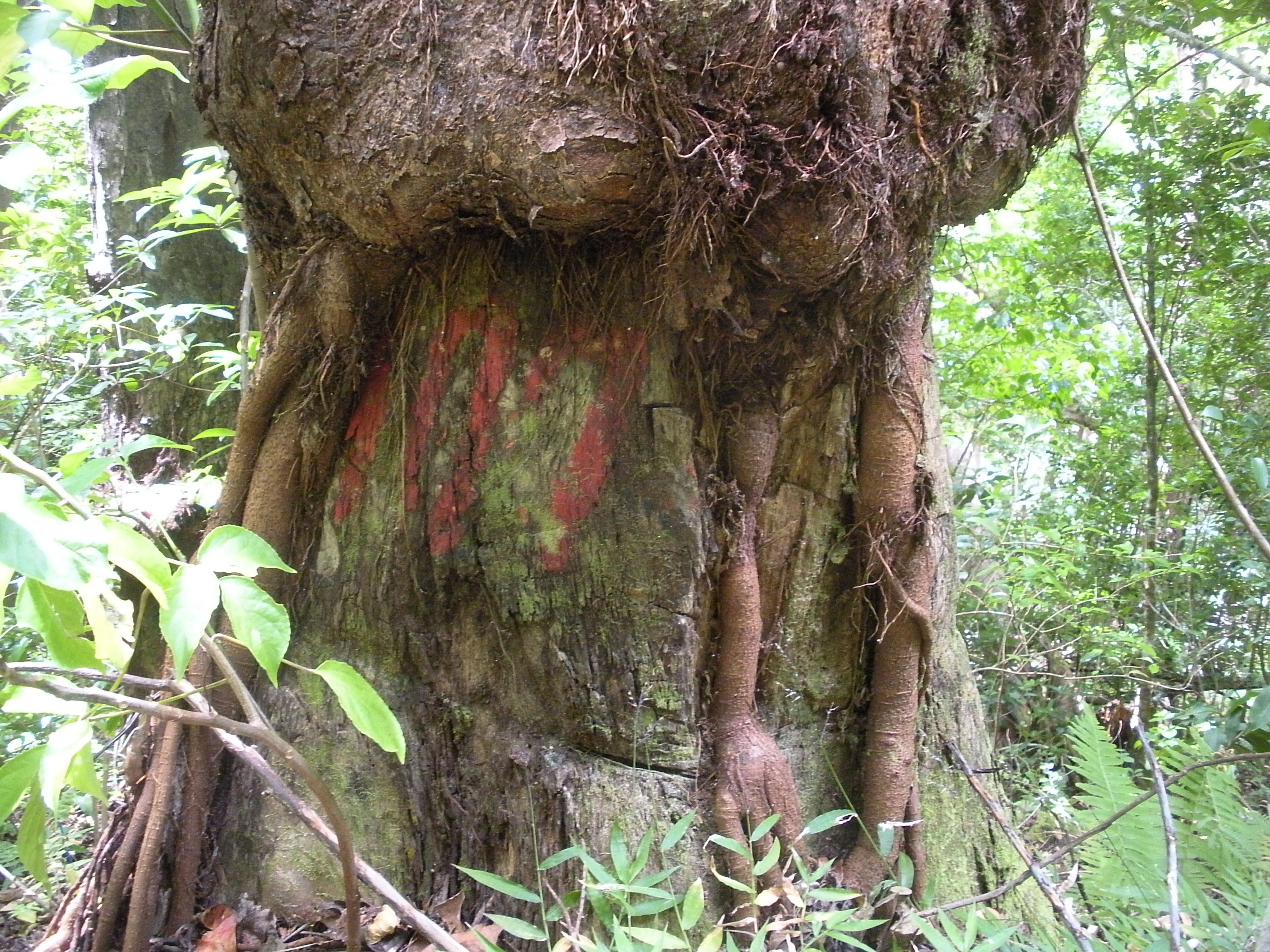
根元の樹皮を剥ぐ「巻き枯らし」で、アカギを駆除する。

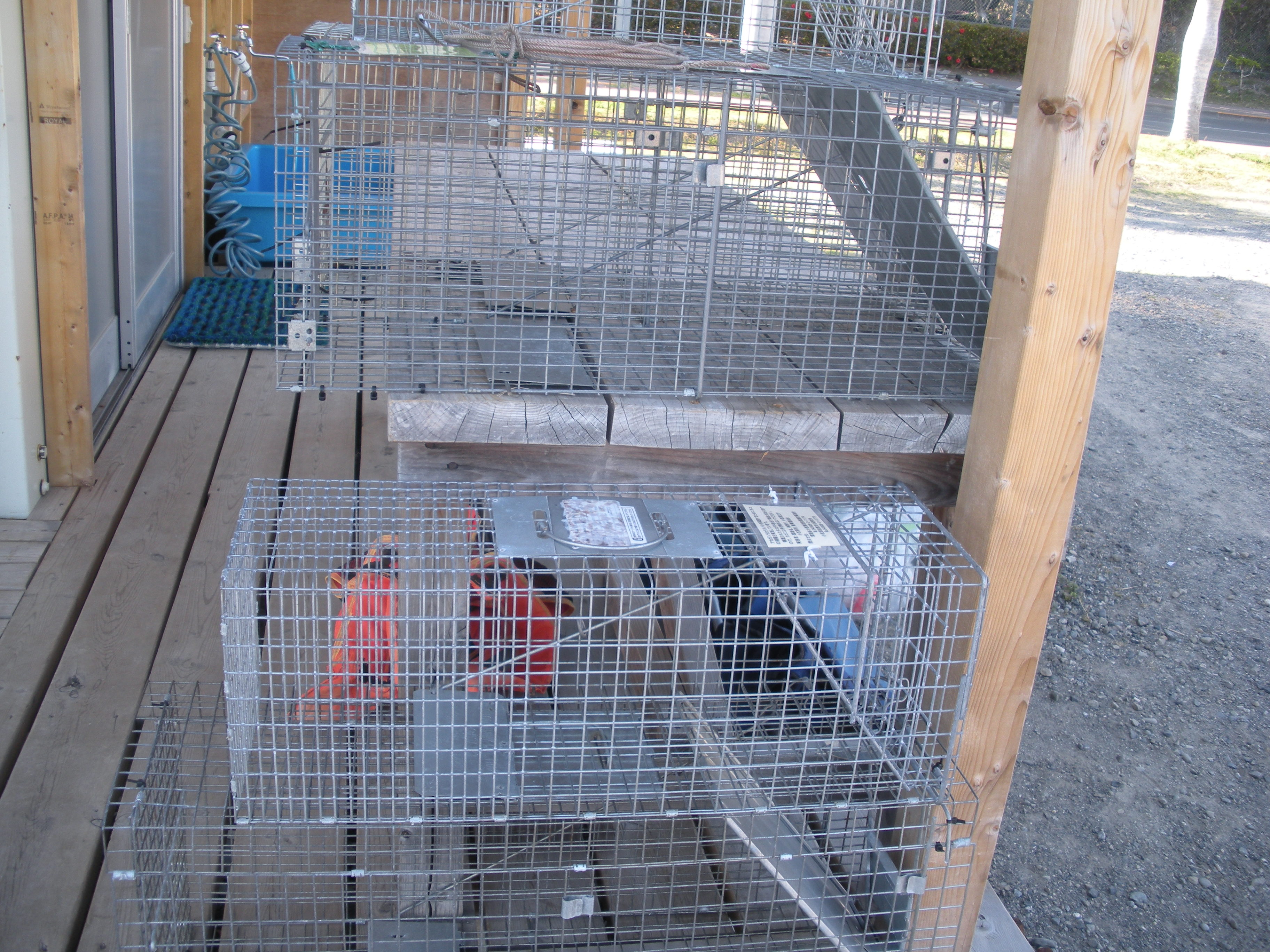
ノネコ捕獲用の罠

小笠原諸島では、戦前から母島と硫黄島の森林に学術保護林の指定が行われるなど自然保護の動きが開始されていたが、自然保護の活動が本格化するのは1968年の日本復帰後のことであった。
1972年、孤立島である南鳥島、沖ノ鳥島の2島、立入り制限とした硫黄島を除き、また父島、母島のうち人家周辺を除く全島と地域が小笠原国立公園に指定された。特に南硫黄島は有史以来人間の影響が最小限に抑えられてきた背景を鑑みて、1975年にそれまでの国立公園区域から除外し、南硫黄島原生自然環境保全地域に指定された。さらに1983年、自然保護の観点から立ち入り制限区域とされた。
天然記念物としては、1972年に南硫黄島全島が、2008年には南島の沈水カルスト地形が天然記念物に指定された。また、希少な動物類としてオガサワラオオコウモリなどが天然記念物に指定された。天然記念物指定外の12種類の植物類も、種の保存法に基づいて国内希少野生動植物種に指定され、保護が図られるようになった。
2003年には小笠原諸島は世界遺産の候補地とされ、2007年には世界遺産の暫定一覧表に自然遺産として記載され、2011年、世界遺産リストに正式登録された。小笠原の持つ貴重な固有の生態系がますます注目されるようになる中、人間の活動や外来種の侵入などで大きな問題も抱えている小笠原の生態系を守っていくことを目的とした様々な活動が行われるようになった。
外来種の駆除や拡散の防止
現在も外来種の駆除や拡散を防ぐための各種の対策が継続して進められている。これは父島で行われているノネコ、ノヤギの侵入を防ぐフェンスの設置、母島で行われているグリーンアノールから固有の昆虫類を守るネットの設置、そしてニューギニアヤリガタリクウズムシが父島から拡散しないように行われている靴の洗浄などや、ノヤギやクマネズミ、カエル類の駆除、そしてアカギやモクマオウなどの外来植物の駆除などが進められた。
エコツーリズムの推進
世界遺産登録を踏まえ、今後想定される観光客の増加等を考えると、エコツーリズムの浸透も小笠原の自然環境を守る上で重要な課題である。まず天然記念物に指定されている南島については、指定のナチュラリスト・ガイド同伴のもと、一日の上陸者を最大100名までとし、最長滞在時間も2時間までとして冬季3か月間は上陸を禁止するという取り決めがなされた。また母島の石門と父島の中央山東平のアカガシラカラスバトサンクチュアリーも、ナチュラリスト・ガイドの同伴による自然観察を義務付けるといった措置が取られるようになった。
生活島民との共生
そして小笠原諸島の父島、母島には農業、漁業等で生計を立てる住民が生活している。オガサワラオオコウモリが農作物に対して被害を与えているなど、住民生活と自然保護との間に問題も存在しており、住民対象にも自然保護に関する普及啓発活動等が行われている。

### 世界遺産
小笠原諸島は2011年の第35回世界遺産委員会（パリ）で世界遺産リストに登録された。日本では4件目となる自然遺産である。世界遺産は以下の21の構成資産から成り立っている。

#### 構成資産
日本語名は日本政府による推薦書に従った（1362-018を除く）。英語名は世界遺産センターの構成資産リストによる。数字は世界遺産登録IDである。
- 北ノ島と周辺の岩礁等 (Kitanoshima and peripheral reefs, 1362-001, 34 ha)
- 聟島と周辺の岩礁等 (Mukojima and peripheral reefs, 1362-002, 285 ha)
- 媒島と周辺の岩礁等 (Nakodojima and peripheral reefs, 1362-003, 147 ha)
- 嫁島と周辺の岩礁等 (Yomejima and peripheral reefs, 1362-004, 77 ha)
- 弟島と周辺の岩礁等 (Ototojima and peripheral reefs, 1362-005, 536 ha)
- 兄島と周辺の岩礁等 (Anijima and peripheral reefs, 1362-006, 812 ha)
- 父島（一部地域）と周辺の岩礁 (Some parts of Chichijima and peripheral reefs, 1362-007, 1410 ha)
- 西島と周辺の岩礁等 (Nishijima and peripheral reefs, 1362-008, 51 ha)
- 東島と周辺の岩礁等 (Higashijima and peripheral reefs, 1362-009, 26 ha)
- 南島と周辺の岩礁等 (Minamijima and peripheral reefs, 1362-010, 33 ha)
- 海域 (Marine area, 1362-011, 1171 ha)
  - 日本政府の推薦書によれば、この海域は父島列島に属している。
- 母島（一部地域）と周辺の岩礁 (Some parts of Hahajima and peripheral reefs, 1362-012, 1419 ha)
- 向島と周辺の岩礁等 (Mukohjima and peripheral reefs, 1362-013, 144 ha)
- 平島と周辺の岩礁等 (Hirajima and peripheral reefs, 1362-014, 64 ha)
- 姪島と周辺の岩礁等 (Meijima and peripheral reefs, 1362-015, 94 ha)
- 姉島と周辺の岩礁等 (Anejima and peripheral reefs, 1362-016, 153 ha)
- 妹島と周辺の岩礁等 (Imotojima and peripheral reefs, 1362-017, 131 ha)
- 海域 (Marine area, 1362-018, 410 ha)
  - 日本政府の推薦書にはこちらの「海域」に該当する推薦資産は掲載されていない。
- 北硫黄島と周辺の岩礁等 (Kita-iwoto and peripheral reefs, 1362-019, 557 ha)
- 南硫黄島 (Minami-iwoto, 1362-020, 355 ha)
- 西之島と周辺の岩礁等 (Nishinoshima and peripheral reefs, 1362-021, 30 ha)

#### 登録基準
この世界遺産は世界遺産登録基準のうち、以下の条件を満たし、登録された（以下の基準は世界遺産センター公表の登録基準からの翻訳、引用である）。
- (9) 陸上、淡水、沿岸および海洋生態系と動植物群集の進化と発達において進行しつつある重要な生態学的、生物学的プロセスを示す顕著な見本であるもの。

この基準が適用されたのは、小笠原諸島の固有種の多さなどが評価されたことによる。日本政府は当初、島々の形成過程や生物多様性の面からも特筆すべき要素があるとして、基準(8)、(10) も適用できるとしていた。
- (8) 地球の歴史上の主要な段階を示す顕著な見本であるもの。これには生物の記録、地形の発達における重要な地学的進行過程、重要な地形的特性、自然地理的特性などが含まれる。
- (10) 生物多様性の本来的保全にとって、もっとも重要かつ意義深い自然生息地を含んでいるもの。これには科学上または保全上の観点から、すぐれて普遍的価値を持つ絶滅の恐れのある種の生息地などが含まれる。

しかし、IUCNの事前評価では (9) の適用のみが認められ、世界遺産委員会の審議でも覆ることはなかった。

## 小笠原諸島を構成する島々の自然環境についての評価と保護の課題
この項の参考文献は、注釈が特に無い部分については「環境省、林野庁、文化庁、東京都、小笠原村『世界自然遺産推薦地 小笠原諸島管理計画』」（2010）より引用した。
小笠原諸島は広い海域に点在する島々によって構成されているため、それぞれの島々の環境によって異なった生態系が形成されており、また人間による開発や外来種の侵入程度に違いが見られるため、生態系の保全状況にも違いが見られる。この項では小笠原諸島を構成する島々の、現況での自然環境の評価と保護に向けての課題について説明する。

### 父島
父島は小笠原諸島最大の島であり、他の島々と比べて多様な自然環境が存在する。父島で最も重要であるとされるのは、1本にまでに減少したムニンツツジに代表される固有植物の宝庫である乾性低木林である。また父島にはオガサワラオオコウモリ、アカガシラカラスバトという希少種が生息しており、それらの保護対策も急務である。父島では今もってノヤギが生息し、またノネコがアカガシラカラスバトの脅威ともなっているため、2009年には乾性低木林が良く残っている島の中央部にノヤギ、ノネコの侵入を防ぐフェンスが設置された。
父島では固有の昆虫類がグリーンアノールによって、陸産貝類がニューギニアヤリガタリクウズムシによって壊滅的な打撃を受けているが、グリーンアノールやヒキガエルについては排除を進め、また環境からの排除が困難とされるニューギニアヤリガタリクウズムシについては、父島島内でまだ影響が少ないとされる南部などへの拡散防止策を取る予定である。
また父島からグリーンアノール、ニューギニアヤリガタリクウズムシが他の島々に広がらないように防止策を取ることも大きな課題である。

### 兄島
兄島は比較的乾燥した環境で水を得ることが困難であったため、開墾を進めることが困難であったことが幸いして、島の中央部を中心に小笠原諸島独自の乾性低木林がよく残っている。構成する植生の多くが小笠原諸島固有種である乾性低木林には、現在兄島でのみ生息が確認されているオガサワラハンミョウ、そして父島、母島ではほぼ絶滅したとされる小笠原固有の陸産貝類であるエンザガイ属が生存しており、兄島の生態系の重要性は高い。現在、兄島に生息する陸産貝類はクマネズミによる食害を受けて生息数が減少しており、貴重な生態系を保全することを目的としてクマネズミやノネコ、そしてモクマオウなどの外来植物の駆除が計画されている。

### 弟島
弟島は湿潤な環境であり、現在小笠原諸島の固有種である5種のトンボ類が全て生息する唯一の島である。トンボ類の繁殖に悪影響を及ぼすと考えられたノブタ、ウシガエルの駆除は完了しており、今後はクマネズミの駆除が課題となっている。また植生についても弟島にはシマグワの遺伝子に汚染されていない純系を守ったオガサワラグワが唯一残っているなど保全の必要性が高い。小笠原諸島の他の多くの島で猛威を振るっているアカギについては弟島では駆除が完了しており、今後モクマオウ、ギンネムの駆除が検討されている。

### 他の父島列島の島々

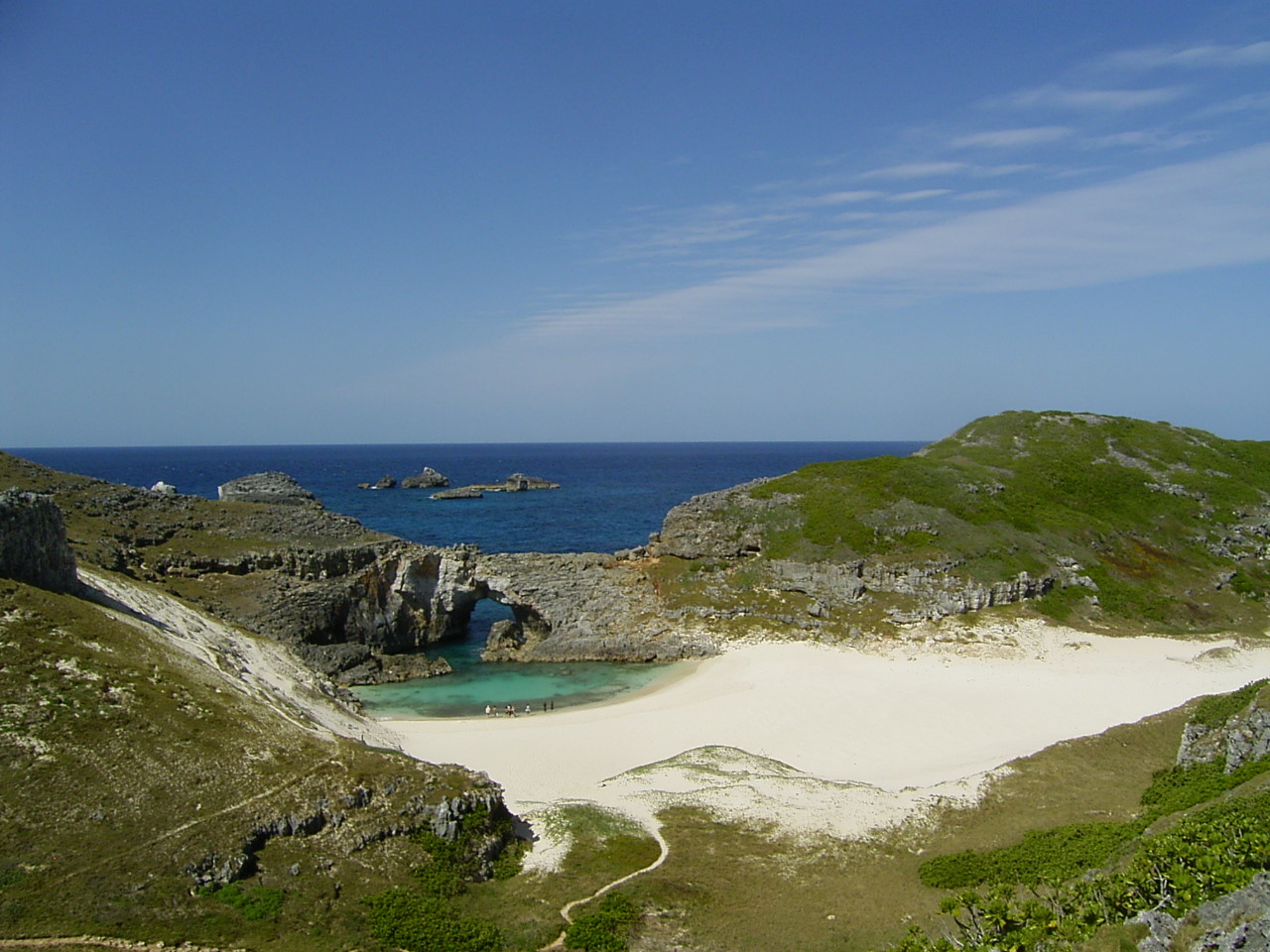
南島

東島は小笠原諸島のみで繁殖する固有亜種であるセグロミズナギドリなど、貴重な海鳥の繁殖地となっており、海鳥の繁殖の著しい阻害要因となっているクマネズミの駆除が進められ、駆除が完了している。またノヤギについても駆除が完了しており、今後は島内の外来植物の駆除が検討されている。
沈水カルストによる独特な景観を持つ南島は、その貴重な環境が評価され天然記念物に指定されている。南島の植生に多大な悪影響を与えてきたノヤギについては駆除が完了しており、今後はクマネズミの駆除やシンクリノイガなどの外来植物の排除が検討されている。美しい景観を誇る南島の自然環境保全に大きな意味を持つのが、観光客の来島に関して適切な方針を立てるエコツーリズムの確立であり、現在来島者の制限を設けるなどの対策が進められている。

### 母島
母島は父島に次ぐ面積を持ち、更に小笠原群島最高峰の標高462メートルの乳房山があって高所には雲霧林が存在し、父島ではほぼ消滅した湿性高木林も石門、桑ノ木山にまとまって残っている。母島では特に外来種のアカギが林内で広まり、小笠原固有種を圧迫しているが、現在アカギの駆除対策が進められている。また父島ではグリーンアノールの捕食によって絶滅したと考えられるオガサワラシジミなど、貴重な昆虫類が母島には残っており、オガサワラシジミの繁殖地にはグリーンアノールの侵入を防止するためのネットが張られている。母島にはまたメグロ、アカガシラカラスバト、オガサワラカワラヒワという貴重な鳥類が生息し、固有な陸産貝類も多く見られる。現在、鳥類の生息に悪影響を与えているノネコの排除が進められ、鳥類や陸産貝類に悪影響を与えるクマネズミの駆除も検討されている。
父島で陸産貝類に壊滅的な打撃を与えているニューギニアヤリガタリクウズムシは、現在のところ母島には現れていないが、父島-母島間には定期船の運航があって人や物資の往来も盛んであるため、定期船の上下船時には靴底の洗浄を行うなど、ニューギニアヤリガタリクウズムシの侵入防止に努めている。

### 他の母島列島の島々
母島列島を構成する向島、姉島、妹島、姪島、平島は、戦前の開拓の影響を受けているが、比較的本来の生態系が良く保たれている島が多く、向島には向島固有種のムニンクロキが見られるなど母島型の乾性低木林が比較的良く残っている。また母島とともに向島、妹島にはメグロが生息しており、その他オガサワラカワラヒワも生息している。他の島々と同じく、母島列島の島々でもギンネムなどの外来種の駆除が計画されている。

### 聟島列島の島々

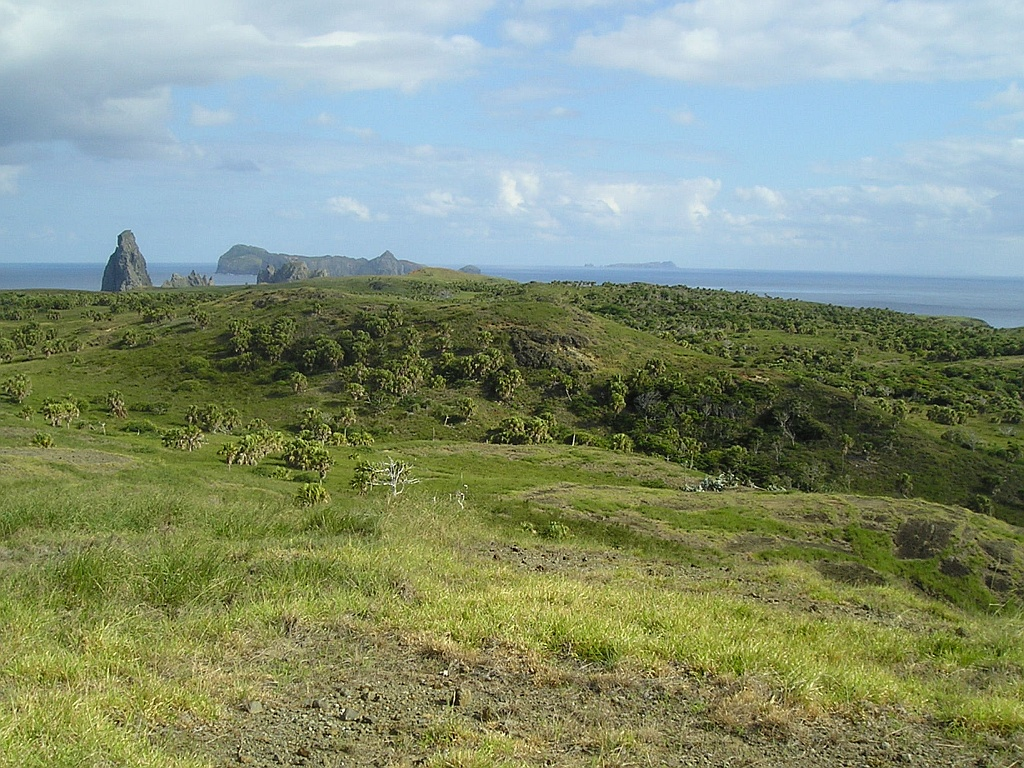
聟島の光景

聟島列島は北之島を除き、ノヤギとクマネズミの侵入によって生態系に大きな打撃を蒙っている。ノヤギは島の植物を激しく食い荒らしたため植生は大きな打撃を蒙り、クマネズミはアホウドリ類など、聟島列島を繁殖地としている海鳥の繁殖に悪影響を与えている。聟島列島の自然植生の多くは戦前の開墾やノヤギの食害などによって消滅してしまったが、残っている森林にはムコジマトラカミキリなどの固有種が生存している。近年ノヤギの駆除が進められ、聟島列島ではノヤギは消滅し、植生の回復が図られている。またクマネズミの駆除を進め、アホウドリ類などの貴重な海鳥の繁殖地を保全するとともに、戦前は聟島で繁殖していたアホウドリが再び繁殖が行われることを目的とした計画が進められている。

### 北硫黄島
北硫黄島は標高792メートルの榊ヶ峰を始め、中央部に標高500メートルを越える山地があり、南硫黄島とともに典型的な雲霧帯の形成が見られる。戦前に人が居住した歴史はあるが、戦後は無人島状態が続いているために自然の植生が比較的良く保たれている貴重な環境である。
しかし島内には人間の活動によって持ち込まれたクマネズミの繁殖が見られ、戦前、繁殖が確認されていたクロウミツバメはクマネズミの影響で繁殖が行われなくなった可能性が高いとされている。また他の島々ほどは多くないものの、外来種である植物の分布拡大が確認されており、自然環境の保全がやはり今後の課題となっている。

### 南硫黄島
南硫黄島は他の小笠原諸島の島々と異なり、これまで人間によって受けた自然環境の影響が極めて小さいという特徴を持っている。これは面積3.67平方キロメートルの小島に標高916メートルの山が聳え、島内の平均斜度が45度という極めて急峻な地形であり、開墾を行うことが極めて困難な地形である上に、島は海食崖に囲まれ入江や砂浜、そしてサンゴ礁の発達も見られず上陸すること自体が困難であるためである。このため漂流民を除き有史以来南硫黄島に定住した人は皆無であり、現在、他の小笠原諸島の島々で自然環境をおびやかす存在となっているネズミ類が見られず、外来種である植物や昆虫の侵入も散発的かつ小規模なものにとどまっており、原始のままの自然が残されている極めて貴重な島である。南硫黄島には現在世界で唯一確認されているクロウミツバメの繁殖地があり、また他の島々で生息数の減少が見られるオガサワラオオコウモリ、アカガシラカラスバトなどが見られるなど、希少動植物の生息地としても貴重な場所である。
また標高916メートルという小笠原諸島最高峰を持つ南硫黄島は北硫黄島とともに典型的な雲霧林の形成が見られ、雲霧林には多くの希少植物が生育しており、またこの雲霧林に見られる温帯性のガクアジサイやヒサカキなどの植生は、小笠原諸島よりも伊豆諸島の植生に類似しているなど、生態系の内容も興味深いものがある。
上記のような極めて貴重な自然環境を持つ南硫黄島は、1972年に島全体が天然記念物に指定され、1975年には自然環境保全法に基づく原生自然保全地域に指定され、1983年には原生自然保全地域内の立入制限地区とされて、自然環境保護のため原則として人の立ち入りが禁止されることになった。なお現在原生自然保全地域内の立入制限地区に指定されているのは南硫黄島のみである。

### 西之島
西之島は1973年に火山活動によって西之島新島が誕生しており、誕生直後の陸地に生物が定着して生態系が形成されていく過程を観察することができる貴重な場所である。またオナガミズナギドリなどの海鳥の繁殖地としても貴重である。
2013年11月20日に西之島島周辺で噴火があり約1カ月後西之島とつながった2014年11月現在まだ噴火活動は続いている。